# Omak (Washington)
Omak (oʊˈmæk) ist eine Stadt (City) am Fuße der Okanogan Highlands im nördlichen zentralen US-Bundesstaat Washington. Das U.S. Census Bureau hat bei der Volkszählung 2020 eine Einwohnerzahl von 4860 ermittelt.
Omak ist die größte Gemeinde im Okanogan County und die größte Gemeinde in Zentral-Washington nördlich von Wenatchee. Die Region Greater Omak mit etwa 8229 Einwohnern (laut U.S. Census 2010) ist das größte Urban Area im Okanogan Country, welche die größten Anteile ihrer Zwillingsstadt Okanogan einschließt. Die Bevölkerung hat seit dem Census von 1910 bedeutend zugenommen, als 520 Einwohner unmittelbar vor der Eingliederung in das County (1911) registriert wurden.
Das Gebiet des heutigen Omak wurde vor der Ankunft nicht-indigener Siedler im frühen 19. Jahrhundert von verschiedenen Indianer-Stämmen besiedelt. Die Entwicklung der Stadt begann nach Abschluss des Okanogan Irrigation Project, einem großangelegten Bewässerungsprojekt, das sich auf den Grand Coulee Dam und weitere nahegelegene Elektrizitätswerke auswirkte. Der Aufbau der Wohn- und Kommunalinfrastruktur, welche zusammen mit der regionalen Infrastruktur die Planstadt mit anderen Gemeinden verbindet, wurde zeitgleich 1908 durch die Landwirtschaftsindustrie unterstützt. Der Name Omak stammt aus dem Okanagan für die Ortsbezeichnung [umák] beziehungsweise dem salishen Begriff Omache – welches „gute Medizin“ oder „reichhaltig“ bedeutet, was sich wiederum auf das günstige Klima bezieht, das eine Jahreshöchsttemperatur von 31 °C aufweist. Omak fungiert als Tor zum Okanogan National Forest und besteht aus einer zentralen geschäftsgeprägten Innenstadt und umgebenden Wohnvierteln.
Omak ist eine sogenannte Code City, im Bundesstaat Washington eine Stadt mit maximaler lokaler Kontrolle unter der Verfassung und der Gesetze des Bundesstaats, und wird von einem siebenköpfigen Verwaltungsrat und Washingtons viertem Kongresswahlbezirk regiert. Omaks Wirtschaft ist vom Primärsektor (Land- und Forstwirtschaft) dominiert, obwohl es durch Sägewerke und Tourismus eine gewisse ökonomische Diversifikation gegeben hat. Ziele der Naherholung bilden Wanderwege, State Parks wie der Conconully State Park oder der Bridgeport State Park und National Forests. In der Stadt wird eine Wochenzeitung, der Omak–Okanogan County Chronicle, herausgegeben. Ein Campus des Wenatchee Valley College befindet sich in Omak. Die Bildungsstandards sind in Omak höher als im Durchschnitt des Bundesstaates, obwohl Alkohol und andere Drogen ein Problem unter den Schülern bleiben. Die U.S. Route 97 führt durch die Stadt, während die Staatsstraßen Washington State Route 155 und Washington State Route 215 die Stadt mit Okanogan und Nespelem verbinden. In Straßenkilometern liegt Omak etwa 380 Kilometer (235 Meilen) von Seattle, 230 Kilometer (140 Meilen) von Spokane und 200 Kilometer (125 Meilen) von Kelowna (British Columbia) entfernt.

## Geschichte

### Anfänge
Das Okanogan Valley war die angestammte Heimat der Syilx (auch Okanogan genannt), deren Territorium sich nach Norden in das heutige Kanada hinein ausdehnte. Die Syilx nahmen an Handelsmessen in Kettle Falls und an der Mündung des Fraser River teil. Die Handelsnetz gewannen Mitte des 18. Jahrhunderts nach dem Erwerb von Pferden an Stärke.
1811 wurde Fort Okanogan durch die Pacific Fur Company am Zusammenfluss von Okanogan und Columbia River gebaut. Das Fort ging zunächst in das Eigentum der North West Company, später in das der Hudson’s Bay Company über. Fort Colvile, nahe Kettle Falls gelegen, war ein weiterer wichtiger Außenposten des Handels. Der Okanogan River wurde von Pelzhändlern für die Fahrten zwischen Fort Okanogan und Kamloops genutzt. In den späten 1850er Jahren wurde diese Route als Okanagan Trail bekannt und ausgiebig als Landverbindung zum Fraser-Canyon-Goldrausch genutzt.
In den 1850er Jahren siedelten sich zunehmend Weiße im Gebiet des heutigen Omak an, gründeten Siedlungen und führten Bergbau, Forst- und Landwirtschaft ein. Als immer mehr weiße Siedler kamen, ergaben sich zwischen ihnen und den indianischen Eingeborenen Streitigkeiten um den Landbesitz.

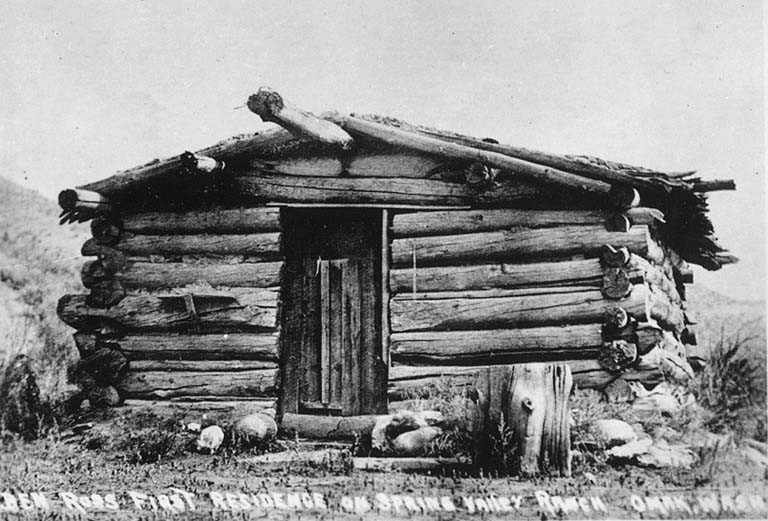
Hütte von Ben Ross

Als Ergebnis wurde ein Vertrag über die Einrichtung eines Indianerreservats auf einem Teil des umstrittenen Landes geschlossen, während den Weißen das restliche Land übereignet wurde. Das Gebiet der Reservation wurde später auf 20.000 Quadratkilometer (5 Millionen Acre) verkleinert. Um 1872 wurde die Colville Reservation während der Präsidentschaft von Ulysses S. Grant entwickelt. Mit dem General Allotment Act of 1887 wurde die Confederated Tribes of the Colville Reservation, ein durch Bundesgesetz anerkannter Indianerstamm durch einen Verwaltungsakt aus 12 einzelnen Bands gebildet. Die Bundesregierung der Vereinigten Staaten beschloss eine Verlagerung der Colville Reservation in Gebiete westlich der Columbia River sowie eine gleichzeitige Reduktion des Gebiets auf 11.000 Quadratkilometer (2,8 Millionen Acre). Es sollte auch in den folgenden 60 Jahren fortwährend Reduktionen dieses Gebiets geben.
Um 1886 wurde Alma in der Nähe als Unincorporated Community parzelliert. Zur Ehrung des Obstbauern J. I. Pogue wurde Alma in Pogue umbenannt, später in Okanogan – den heutigen Namen. J. I. Pogue war über die Tilgung seines Namens aufgebracht und ersuchte den Entdecker, Bauingenieur und Siedler Ben Ross, eine neue Stadt etwa 6,5 Kilometer (4 Meilen) nördlich zu errichten. Geboren im Bureau County in Illinois, arbeitete Ross für die Great Northern Railroad kurz bevor er ins Okanogan County zog. Er entschied sich 1907 zur Gründung einer neuen Gemeinde am von Pogue vorgeschlagenen Ort. Sie wurde Omak genannt. Ross verkaufte verschiedene Objekte im heutigen Stadtgebiet und rang um Anerkennung seiner Stadt. Er baute 1907 eine Hütte als Unterkunft für seine Tochter, seinen Sohn und seine Enkelkinder – und wurde so zum ersten weißen Siedler in diesem Gebiet.

### Fortschritt

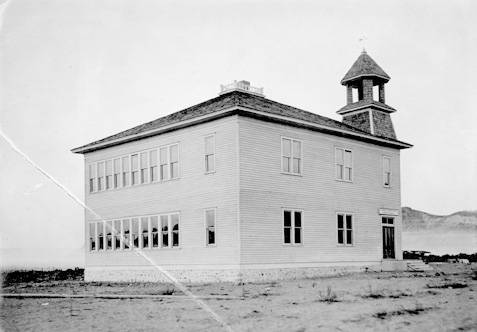
Schule in Omak, 1910

Die Stadt begann sich nach Abschluss des Okanogan Irrigation Project zu entwickeln, welches zur Unterstützung der Landwirtschaft konzipiert war. Zu dieser Zeit kamen viele Landwirte auf der Suche nach einer Heimat nach Omak. Obst wie Äpfel, Beeren, Pfirsiche, Pflaumen und Wassermelonen wurde ab 1910 angebaut. Omak diente 1910 als Census-designated place (CDP) und wurde am 11. Februar 1911 als Gebietskörperschaft anerkannt. Omak und Okanogan rivalisierten im Highschool-Sport. Während der Weltwirtschaftskrise 1933 waren viele Einwohner von Omak gezwungen, in den umliegenden Städten und Gemeinden zu arbeiten. Als Reaktion bot das Bureau of Reclamation Arbeit an, die Teil eines Entwicklungsprojekts am Grand Coulee Damm im nahen Coulee Dam war und zwischen 1933 und 1951, als das Megaprojekt abgeschlossen wurde, schätzungsweise 5000 Arbeiter beschäftigte. Bis 1950 gab es in der Stadt zahlreiche Gebäude und Einrichtungen wie die St. Mary Mission Church, die die Bedürfnisse der Einwohner befriedigten.

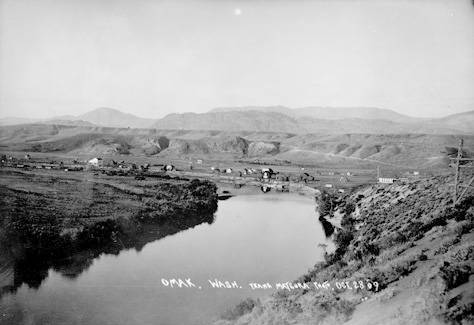
Ansicht von Omak, 1909

In den 1910er Jahren wurde Omak als Standort eines Sägewerkes ausgewählt, um das Wirtschaftswachstum auszuweiten. Die Omak Fruit Growers kontrollierten das Werk und eine nahegelegene Fabrik zur Obstverarbeitung. Die Biles-Coleman Lumber Company übernahm die Organisation und baute 1924 ein Sägewerk außerhalb der Stadtgrenzen auf dem nahegelegenen Omak Mountain. Ein zweites Sägewerk wurde im Gebiet von Omak errichtet. Die Firma und ihre Werke wurden 1975 von Crown Zellerbach, einem ehemals in San Francisco ansässigen Papier- und Zellstoff-produzierenden Großkonzern, aufgekauft und auf diese Weise durch die assoziierte Cavenham Forest Industries übernommen. Die Firma ging schließlich bankrott; die Angestellten kauften das Werk für 45 Millionen US-Dollar und benannten es in Omak Wood Products um, um ihre Jobs zu erhalten. Die Beschäftigtenzahl von Omak Woods Products sank auf 480 in den frühen 1990er Jahren und ging später selbst bankrott, gemeinsam mit Quality Veneer, welche die Liegenschaften für 19 Millionen US-Dollar bis zum Jahr 2000 besaß. Die Confederated Tribes of the Colville Reservation kauften das Werk für 6,6 Millionen US-Dollar, mussten aber 2009 aufgrund geringer Nachfrage schließen und entließen 130 Beschäftigte. Seit 2013 gibt es Bestrebungen, die Werke während der Sommersaison erneut zu öffnen.

## Geographie

### Topographie

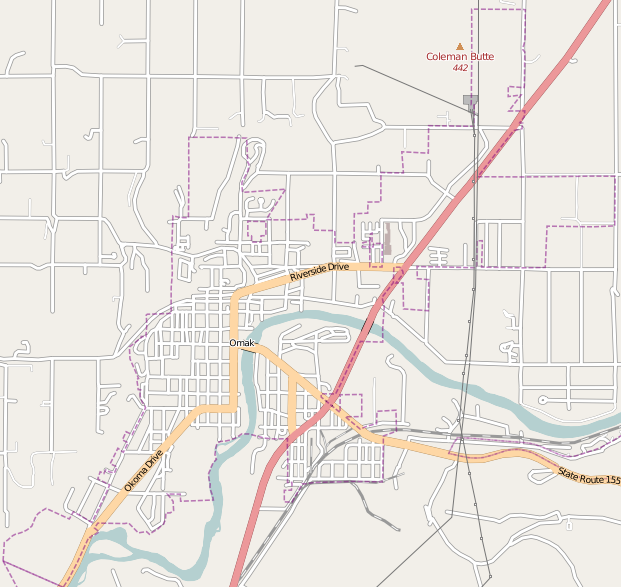
Karte der Stadtgrenzen von Omak (lila)

Die Grenze zwischen Kanada und den Vereinigten Staaten – mit einem offiziellen Grenzübergang zwischen Osoyoos, British Columbia und Oroville – liegt etwa 70 Kilometer (45 Meilen) nördlich von Omak. Die Grenze zu Idaho liegt etwa 260 Kilometer (160 Meilen) südöstlich. Die größte Stadt des Bundesstaates Washington, Seattle, befindet sich etwa 380 Kilometer (237 Meilen) südwestlich von Omak. Der Okanogan River, aus der Stadt Riverside kommend, definiert die nördliche Grenze der Stadt, während die südliche Grenze durch die Stadt Okanogan gebildet wird. Das Gelände ist bergig und bewaldet.
Das nächstgelegene Primary Statistical Area, in den USA eine zu statistischen Zwecken zusammengefasste Metropolregion, ist die von Wenatchee–East Wenatchee. Ein CDP im Nordosten der Stadt wurde wegen seiner Nachbarschaft North Omak genannt. Omak ist Teil von zwei Census County Divisions: Omak (die Westhälfte) und Colville Reservation (Osthälfte).
Omak, am Fuß der Okanogan Highlands im zentralen Okanogan County gelegen, ist Teil der Region Okanogan Country, die sich bis nach British Columbia erstreckt und dort Okanagan Country heißt. Omak liegt auch im Inland Northwest, dessen Zentrum sich in Spokane befindet, und auf dem Columbia Plateau beziehungsweise in der Ökoregion Columbia Plateau nahe den Okanogan Drift Hills. Der Okanogan River, ein 185 Kilometer (115 Meilen) langer Nebenfluss des Columbia River, fließt durch das Zentrum der Stadt und nimmt den Omak Creek von Osten gerade außerhalb der Stadtgrenzen auf. Der für seinen „schwebenden“ Omak Rock bekannte 1313 Hektar (3244 Acre) große Omak Lake – 290 Meter (950 Fuß) über dem Meeresspiegel liegend – ist der größte abflusslose Salzsee im Bundesstaat Washington. Der 32 Hektar (80 Acre) große Crawfish Lake liegt etwa 24 Kilometer (15 Meilen) nordöstlich von Omak an der Grenze zwischen der Colville Reservation und dem Okanogan National Forest. Der über 6000 Quadratkilometer (etwa 1,5 Millionen Acre) große Forest vereint vielfältiges Gelände und verschiedene Berggipfel.

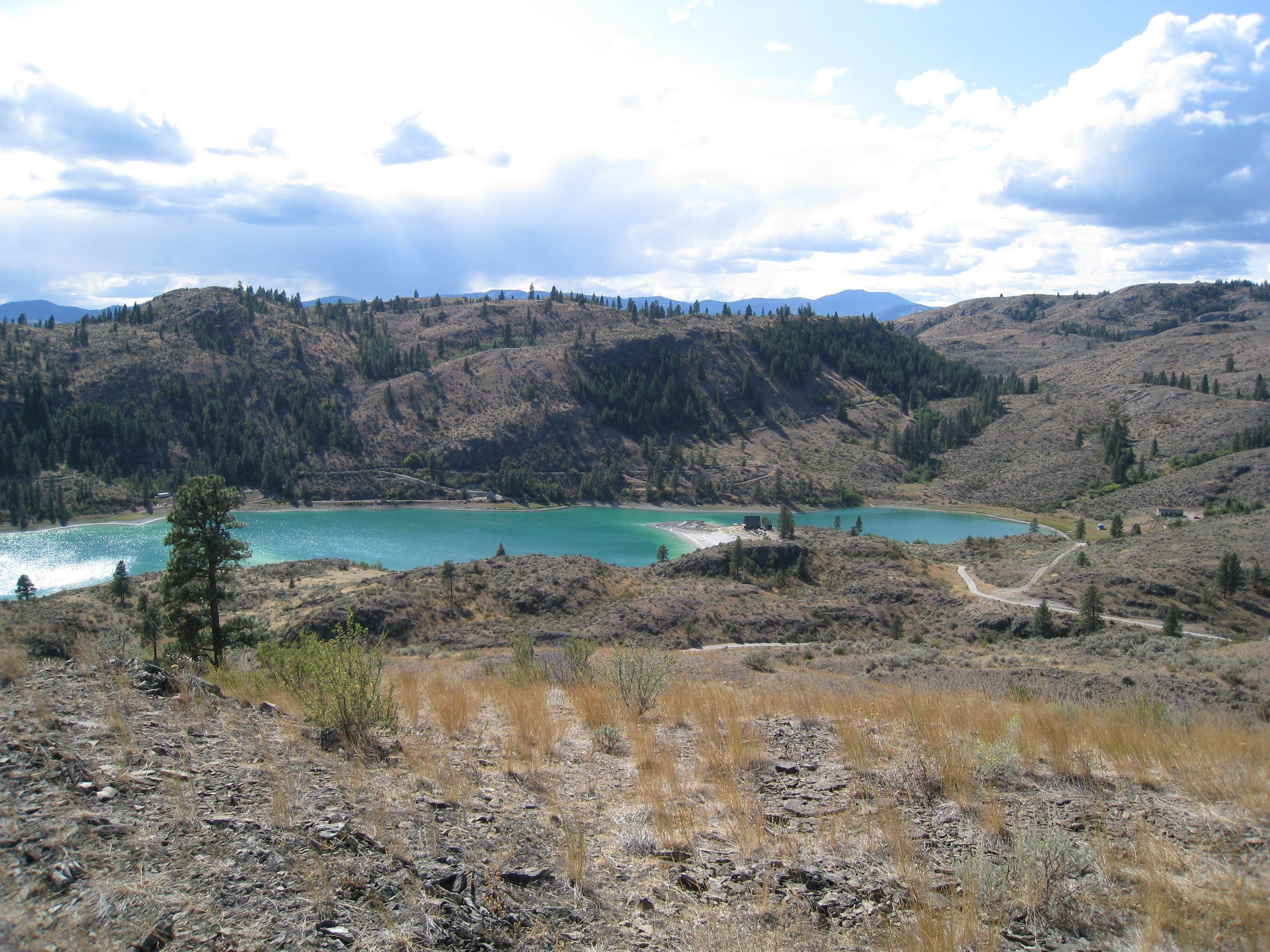
Omak Lake

Die Höhenlagen in der Umgebung reichen von 240 Meter (780 Fuß) über dem Meeresspiegel an der Mündung des Okanogan River bis 2065 Meter (6774 Fuß) am Moses Mountain. Die durchschnittliche Höhe beträgt laut United States Geological Survey (USGS) 257 Meter (843 Fuß). Der Moses Mountain mit seinem Gipfel befindet sich östlich der Stadt, wogegen der Little Moses Mountain (1818 Meter beziehungsweise 5963 Fuß) und der Omak Mountain (1752 Meter beziehungsweise 5749 Fuß) sich in der Nachbarschaft des Moses Mountain befinden. Westlich der Stadt befindet sich die Nördliche Kaskadenkette, ein Teil des Kaskadengebirges. Die Gipfel im Westen des Gebietes von Omak reichen von 1800 bis 2400 Meter (6000 bis 8000 Fuß). Der Gipfel des Coleman Butte Mountain – 440 Meter (1450 Fuß) – liegt direkt an der Stadtgrenze.
Nach dem United States Census Bureau nimmt die Stadt eine Gesamtfläche von 9,06 Quadratkilometern (3,5 Quadratmeilen) ein, einschließlich 0,18 Quadratkilometer (0,07 Quadratmeilen) Wasserfläche, die 2 Prozent der Gesamtfläche ausmacht. Die Fläche wurde im April 2010 erweitert, als 1,5 Quadratkilometer (0,56 Quadratmeilen) der Stadt Okanogan eingemeindet wurden. Omak ist der Fläche nach die viertgrößte Siedlung im Okanogan County nach Nespelem Community (60 Quadratkilometer; 23 Quadratmeilen), North Omak (29 Quadratkilometer; 11,2 Quadratmeilen) und Disautel (9,8 Quadratkilometer; 3,8 Quadratmeilen). Omak bedeckt 0,07 Prozent der Gesamtfläche des Countys. Der 12,5 Quadratkilometer (4,83 Quadratmeilen) große erweiterte Stadtraum, das Greater Omak Area, schließt die Stadt Okanogan und den CDP North Omak ein. Die umgebende Metropolregion nimmt eine Fläche von 2690 Quadratkilometern (1037 Quadratmeilen) ein, ist jedoch nicht offiziell als Metropolitan Statistical Area anerkannt.

### Klima
Die Stadt liegt in einem Gebiet mit semiaridem Klima (nach Köppen & Geiger kalt-semiarid (BSk)) mit wenig Niederschlag, heißen Sommern und kalten Wintern. Die Durchschnittstemperaturen in Omak reichen von −8,6 °C im Januar bis 31,6 °C im Juli. Die tiefste jemals aufgezeichnete Temperatur betrug am 1. Februar 1950 −32 °C und die höchste am 26. Juli 1928 46 °C. Die jährliche Tagesmitteltemperatur beträgt 9,2 °C. Der durchschnittliche monatliche Niederschlag reicht von 12 Millimetern im August bis 42 Millimeter im Dezember. Ungeachtet ihrer südlicheren Lage sind die durchschnittlichen Temperaturen in Wenatchee etwa dieselben wie in Omak, was auch auf andere südliche Gemeinden zutrifft.
In Omak sind vier unterschiedliche Jahreszeiten zu beobachten. Die Sommer sind heiß und relativ trocken mit einer Tagesmitteltemperatur von 22,3 °C im Juli, während der Winter die feuchteste Jahreszeit mit 570 Millimetern Schnee zwischen November und Februar ist. Frühjahr und Herbst sind milde Jahreszeiten mit wenig Niederschlag. Die Stadt liegt in der „Winterhärte“-Zone 6a, welche vom United States Department of Agriculture (USDA) ausgewiesen wird. Im Juli 2012 trat ein schweres Unwetter in Omak auf, das schwere Regenfälle, stürmische Winde und Hagel mit sich brachte und die zeitweilige Schließung der U.S. Route 97 in Washington erzwang sowie Reparaturen an öffentlichen Straßen erforderlich machte. Omak war am 14. Dezember 1872 vom Erdbeben in der Nördlichen Kaskadenkette betroffen – dem schwersten bekannten Erdbeben des Bundesstaates. Das Epizentrum lag am Omak Lake. Das Erdbeben hatte eine Stärke zwischen 6,5 und 7,0 und wurde von Nachbeben begleitet. Ein weiteres Beben mit geringerer Stärke erschütterte die Stadt im November 2011.
|                        | Jan    | Feb    | Mär    | Apr   | Mai   | Jun   | Jul   | Aug   | Sep   | Okt    | Nov    | Dez    |   |        |
| Mittl. Temperatur (°C) | −4,72  | −1,11  | 4,44   | 10,00 | 14,44 | 18,61 | 22,50 | 21,39 | 16,11 | 9,44   | 2,22   | −2,78  | ⌀ | 9,3    |
| Mittl. Tagesmax. (°C)  | 15,56  | 17,22  | 26,11  | 35,56 | 38,33 | 43,33 | 45,56 | 41,67 | 38,89 | 32,22  | 25,00  | 19,44  | ⌀ | 31,6   |
| Mittl. Tagesmin. (°C)  | −30,00 | −32,22 | −21,67 | −9,44 | −7,22 | −1,11 | 1,67  | −0,56 | −6,67 | −13,33 | −21,11 | −29,44 | ⌀ | −14,2  |
|                        |        |        |        |       |       |       |       |       |       |        |        |        |   |        |
| Niederschlag (mm)      | 26,92  | 26,42  | 20,07  | 21,34 | 34,80 | 36,32 | 17,27 | 17,27 | 11,43 | 17,78  | 31,50  | 31,75  | Σ | 292,87 |
|                        |        |        |        |       |       |       |       |       |       |        |        |        |   |        |
| Regentage (d)          | 8      | 6      | 5      | 5     | 5     | 6     | 3     | 3     | 4     | 5      | 8      | 9      | Σ | 67     |

| −30,00 |

| −32,22 |

| −21,67 |

| −9,44 |

| −7,22 |

| −1,11 |

| 1,67 |

| −0,56 |

| −6,67 |

| −13,33 |

| −21,11 |

| −29,44 |

| −30,00 |

| −32,22 |

| −21,67 |

| −9,44 |

| −7,22 |

| −1,11 |

| 1,67 |

| −0,56 |

| −6,67 |

| −13,33 |

| −21,11 |

| −29,44 |

### Stadtbild

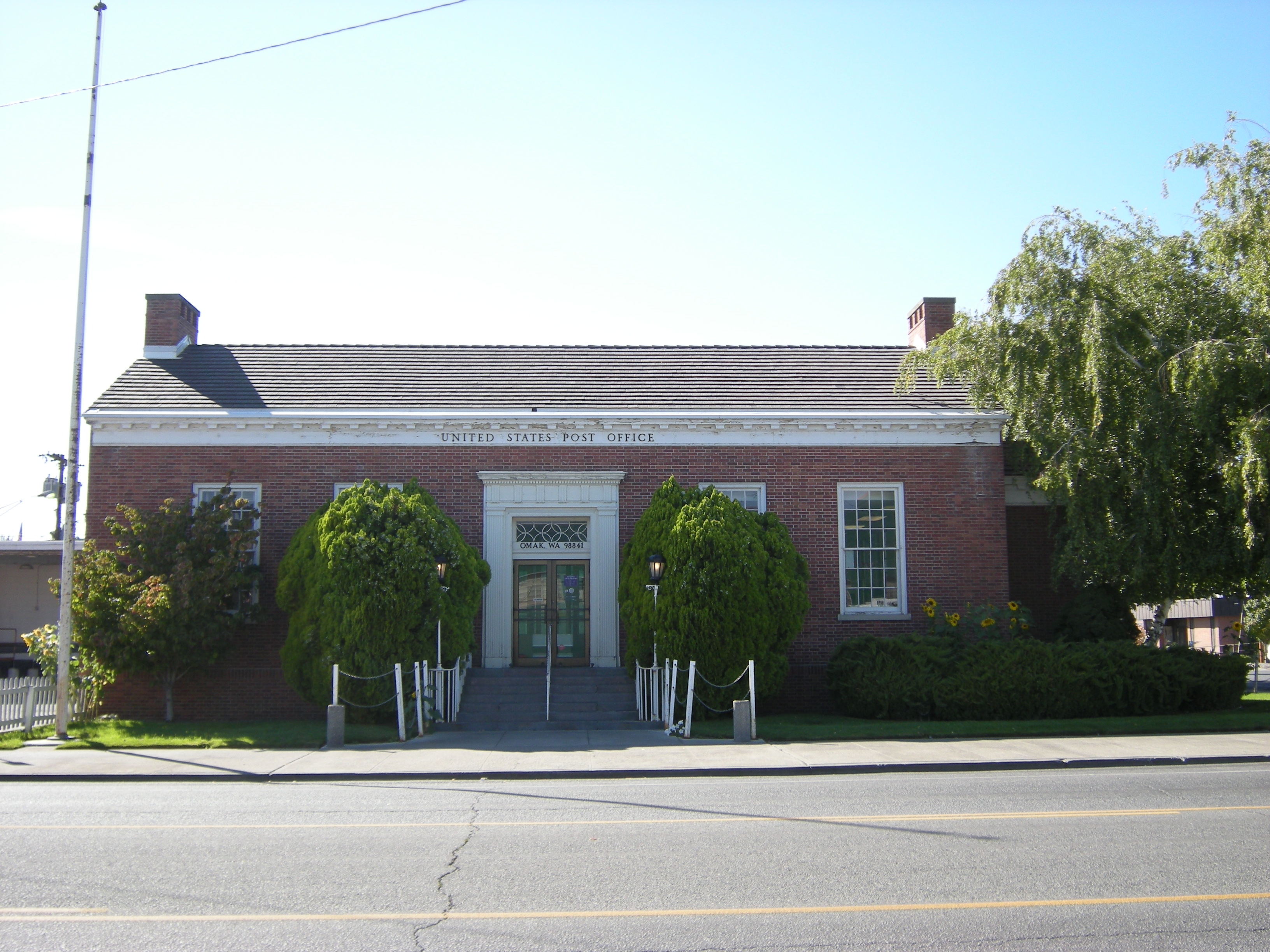
Das Postamt von Omak, betrieben vom United States Postal Service (USPS)

Omak ist eine Planstadt. Während des 20. Jahrhunderts plante Ross, was die Stadt Omak werden sollte. Im Jahr ihrer Gründung entstand ein zentrales Geschäftsviertel mit einer Volksbank und einem von der örtlichen Agrarindustrie betriebenen Hotel. Die Stadt wurde mit einem Postamt ausgestattet, früher als Epley bekannt. Ross gründete 1906 den Omak School District (Schulbezirk von Omak); schon bald danach wurde die erste Schule (Omak Schoolhouse) gebaut. Eine Fleischerei, ein Eisenwarenladen, eine Anwaltskanzlei, eine Papeterie und eine Konditorei wurden 1910 in der Innenstadt errichtet. Eine Stahlbrücke wurde im Jahr darauf gebaut, stürzte jedoch bei der Einweihung in den Okanogan River. Sie wurde ohne weitere Probleme wiederaufgebaut.
Die Stadt besteht aus einem zentralen Geschäftsviertel und Wohnbezirken. Downtown Omak, das Hauptgeschäftsviertel, ist für Omak und das Okanogan County das ökonomische Zentrum. Es gibt mehrere als solche genutzte Kirchen in der Stadt. Das Postamt in Omak – betrieben vom United States Postal Service (USPS) – ist das einzige im National Register of Historic Places (NRHP) aufgeführte Objekt der Stadt. Breadline Cafe ist ein bemerkenswertes Restaurant und Ort für Musikveranstaltungen in der Innenstadt. Die Stadt Omak unterhält den Omak Memorial Cemetery; auf dem Friedhof befinden sich 3747 Gräber in einem Areal nahe der Washington State Route 215. Er war früher als Okanoma Cemetery bekannt. Der 48 Hektar große North Omak Business Park ist das Gewerbegebiet von Omak; es wird im Osten durch die U.S. Route 97 begrenzt. Die Wohnviertel der Stadt sind East Omak und South Omak.

## Demographie
| Jahr | Einwohner¹ |
| ---- | ---------- |
| 1910 | 520        |
| 1920 | 525        |
| 1930 | 2.547      |
| 1940 | 2.918      |
| 1950 | 3.791      |
| 1960 | 4.068      |
| 1970 | 4.164      |
| 1980 | 4.007      |
| 1990 | 4.117      |
| 2000 | 4.721      |
| 2010 | 4.845      |
| 2020 | 4.860      |

¹ Greater Omak, Comprehensive Plan; 1910–2020: Volkszählungsergebnisse

Der United States Census 1910 (noch vor der Eingliederung der Stadt) zählte 520 Einwohner. Der folgende Census (1920) – der erste, während dessen Omak als Census County Division definiert wurde – zählte 2500 Einwohner, was Omak zur beliebtesten Gemeinde im Okanogan County machte, hatte es doch Okanogan (1519 Einwohner) hinter sich gelassen. Die folgenden Census dokumentierten einen Anstieg auf bis zu 4000 Einwohner, bevor der United States Census 1980 einen Bevölkerungsrückgang verzeichnete, als die Obstpreise stiegen, Land verloren ging und die Hauptarbeitgeber schlossen. Nach diesem Rückgang ist die Bevölkerung ständig gewachsen und erreichte mit dem United States Census 2000 nahezu 5000 Einwohner. Zwischen 1990 und 2000 erfuhr die Bevölkerungszahl einen Boom von 14,7 Prozent, während sie zwischen 2000 und 2010 nur um 2,6 Prozent anstieg. Das United States Census Bureau schätzte 2013 eine Einwohnerzahl von 4792, was einen Anstieg um 0,6 Prozent gegenüber dem United States Census 2010 darstellte, während das Office of Federal Financial Management, ein Bestandteil des Office of Management and Budget, 2013 einen Bevölkerungsrückgang um 0,3 Prozent auf 4830 Personen schätzte. Eine Untersuchung des United States Census Bureau zeigte, dass es 2011 4881 Einwohner gab, einen Anstieg um 0,7 Prozent gegenüber dem Census von 2010.

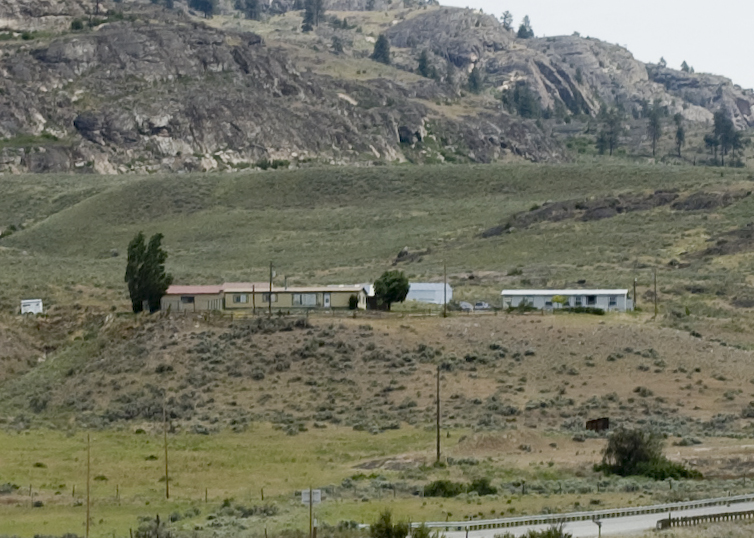
Die historische St. Mary’s Mission Church

Nach dem Census von 2010 hatte Omak 4845 Einwohner, die in 2037 Haushalten lebten; die Bevölkerungsdichte betrug 545,4 pro Quadratkilometer. Die Einwohner hatten ein mittleres Alter von 38 Jahren – ein Jahr höher als im gesamten Bundesstaat. Etwa 15 Prozent der Haushalte waren Singles und 13 Prozent wurden von einem alleinstehenden Elternteil geführt. Bei 2168 Wohneinheiten mit einer Dichte von 244,1 pro Quadratkilometer bestand die Bevölkerung aus 2540 Frauen und 2305 Männern, was in etwa dem durchschnittlichen nationalen Geschlechteranteil von 52,4 Prozent Frauen und 47,6 Prozent Männern entspricht. Die Aufteilung in „Rassen“ ergab eine Dominanz der Weißen mit 71 Prozent der Bevölkerung. Zwischen den Census von 2000 und 2010 gab es in Omak einen Anstieg der Familienanzahl um 10 auf 1230 und einen Rückgang der der Alleinerziehenden um 21 Familien. Omak hatte eine städtische Bevölkerung von 8229 Menschen bei 670,7 pro Quadratkilometer und rund 20 Prozent der Einwohner des Countys. Der letzte vollständige Census 2000 ermittelte rund zwei Einwohner je Haushalt und etwa drei Personen je Familie.
Rund 89,5 Prozent der Einwohner über 5 Jahren sprachen zu Hause englisch, so die American Community Survey 2007–2011. Es wurde damals geschätzt, dass 889 Menschen (18,5 Prozent der Einwohner) deutsche Vorfahren hatten – die größte Ethnie in Omak – und 15,3 Prozent irische. Das Gebiet von Omak hat einen vergleichsweise hohen Anteil indianischer Bevölkerung; es gab über 80 Indianer und über 535 mexikanische Immigranten, was zusammengenommen 28 Prozent der Einwohner ausmachte. Umgekehrt hatte die Stadt nur wenige Einwohner mit asiatischen Wurzeln, die weniger als ein Prozent der Omakianer ausmachen. Der Census von 2010 ermittelte 35 Prozent Alleinlebende, die meisten von ihnen Frauen. Die über 65-Jährigen bildeten 16 Prozent der Bevölkerung. Es gab verschiedene Bemühungen zur Unterstützung der Obdachlosen in Omak, doch wurden keine offiziellen Zahlen erhoben.

## Wirtschaft

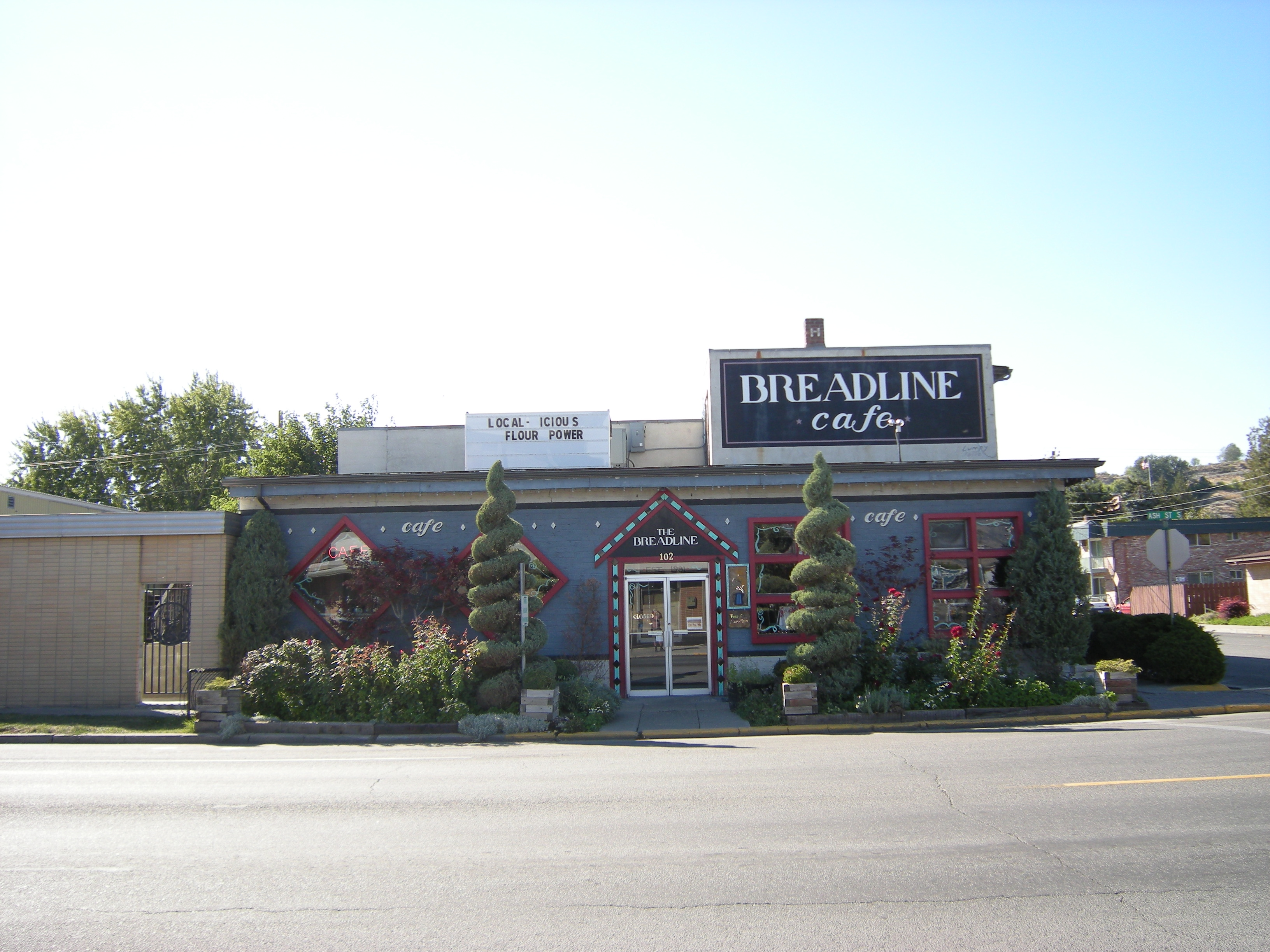
Breadline Cafe

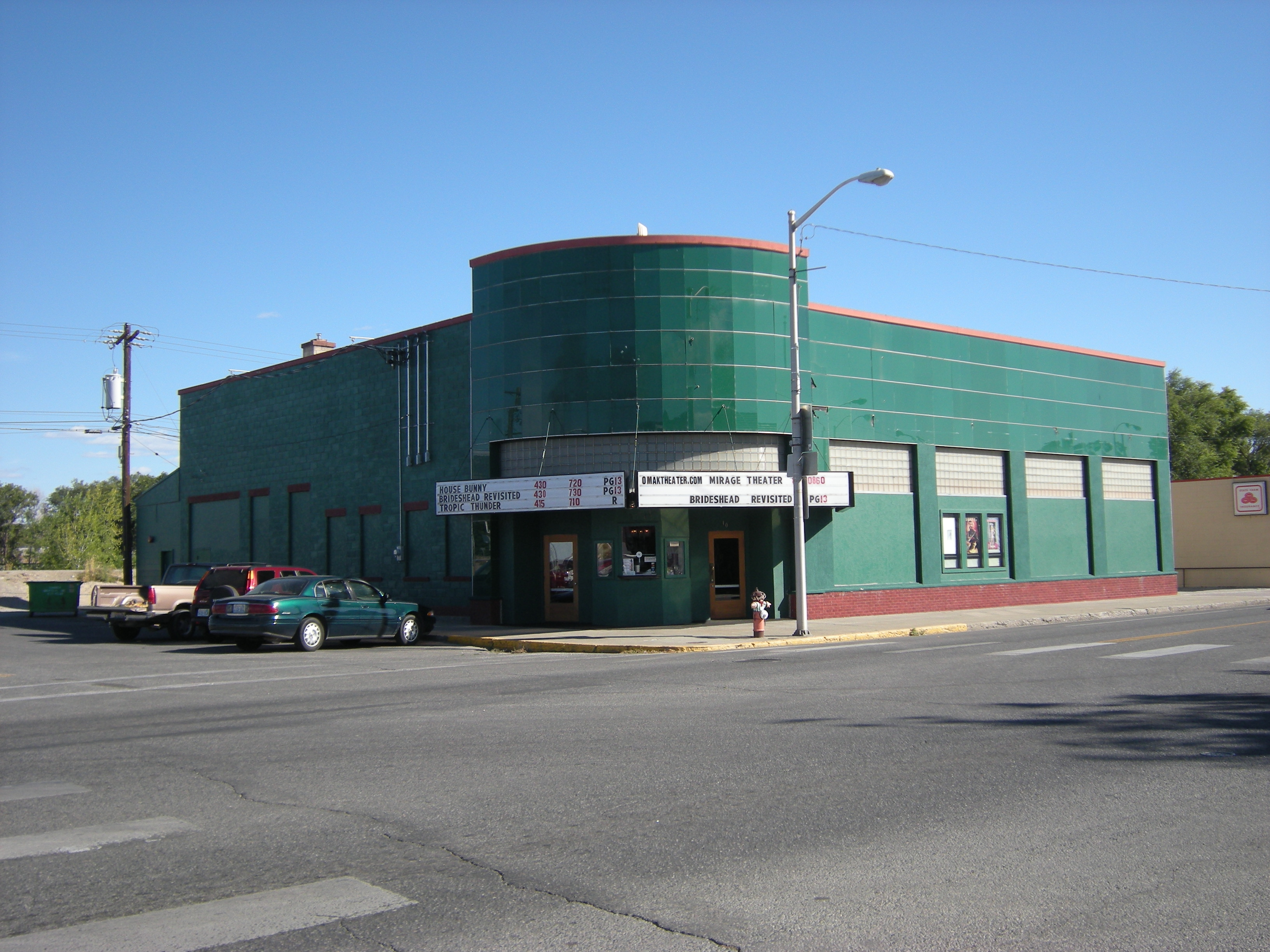
Mirage Theater

Omak ist das Geschäftszentrum für die ländlichen Gemeinden des Okanogan County und anderer nahegelegener Siedlungen. Es ist das regionale Zentrum für Dienstleistungen und Handel im County. Seit 2007 erfährt die Wirtschaft der Stadt wie auch die des Countys ein signifikantes Wachstum. Omak ist eine agrarische Gemeinde mit einer abhängigen Forst-Industrie. In den späten 1990er und frühen 2000er Jahren waren fast 90 % der Arbeitsplätze im produzierenden Gewerbe in den beiden Sägewerken der Stadt zu finden. Infrastruktur-Dienstleistungen und Handel zählten auch zu den Haupterwerbszweigen. Etwa 425 Firmen beschäftigten zu dieser Zeit 3.332 Arbeiter in Industrie und Handwerk, Handel und Infrastruktur. Im Greater Omak gelegen, dient die benachbarte Stadt Okanogan als Verwaltungszentrum des Okanogan County, wo die meisten Beschäftigten der Region zu finden sind.
Seit 2010 sind 1.859 Personen über 16 Jahren in der Stadt Omak beschäftigt. Ungeachtet ihrer Wahrnehmung als agrarische Gemeinde waren nur 26 Einwohner in Land- und Forstwirtschaft beschäftigt, doch bietet das umliegende Gebiet mehr Jobs in diesen Wirtschaftszweigen. Büro- und Handelsarbeitsplätze waren mit etwa 30 Prozent der verfügbaren die häufigsten in Omak, gefolgt von Industrie und Handwerk mit 26,5 %. Der Hauptteil der Einwohner arbeitet im öffentlichen Dienst. Etwa 7 % der Einwohner in Omak sind arbeitslos, während 25 % unterhalb der Armutsgrenze leben; darin eingeschlossen sind 34 % der unter 18-Jährigen und 10 % der über 65-Jährigen. Die Rate der Lebenshaltungskosten liegt bei 85,5 pro Einheit und damit unter dem Durchschnitt des Bundesstaates und der USA. Während der American Community Survey von 2007–2011 betrug das Pro-Kopf-Einkommen in der Stadt 17.785 US$, das durchschnittliche Haushaltseinkommen 31.649 US$. In Omaks Postleitzahlbereich 98841 wurden 2011 265 Firmen aufgeführt, die im Schnitt 78.884 US$ an Löhnen auszahlten.
In der Stadt existiert ein Walmart-Supermarkt, welcher 1993 als der erste im Bundesstaat gebaut wurde, und über 60.000 Einwohner versorgt. Die Eröffnung des Supermarktes löste verschiedentlich Diskussionen wie auch Zustimmung aus. Die Planungen in Omak begannen etwa 1992, als 8.657,4 m² Land durch die Omak Planning Commision enteignet wurden. Die örtlichen Händler befürchteten, dass die Kette ihre Geschäfte zerstören könnte, wogegen andere eine Belebung der Geschäfte in anderen Einkaufsregionen der Stadt vermuteten. Kurz nach seiner Eröffnung kamen Käufer aus dem Gebiet von Omak. Walmart stellte etwa 200 Angestellte ein, was die Wirtschaft der Stadt spürbar belebte und Walmart für kurze Zeit zum größten Händler im Okanogan County machte. Der Markt erhielt später die Genehmigung zur 24-Stunden-Öffnung.
Omaks Wirtschaft wird auch von einer Mischung aus Tourismus angetrieben. Die Naherholungsziele mit ihrem milden Klima steigern die Wirtschaftsleistung spürbar. Die örtlichen Geschäfte von Ace Hardware, Big 5 Sporting Goods, Big R und Walmart betreiben Lizenzgeschäfte mit Erholungsaktivitäten. Mit dem Omache Shopping Center existiert eine 143.207 m² große Shopping Mall im North Omak Business Park entlang der U.S. Route 97, welche die Einwohner der nahegelegenen ländlichen Gemeinden anzieht. 1987 gegründet, beherbergt die Mall 12 Geschäfte und Dienstleister. Zu den Hotels in Omak gehören ein Best Western, ein Rodeway Inn (eine Marke der Choice Hotels International), das Omak Inn, und das Motel Nicholas. Omak ist Hauptsitz zweier Verkehrsgesellschaften: der Okanogan County Transportation & Nutrition und der Cascade and Columbia River Railroad.

## Kultur

### Spitznamen
Die Gemeinde wurde in zehn aufeinanderfolgenden Jahren seit April 2007 mit dem Titel Tree City der Arbor Day Foundation ausgezeichnet. Das Washington Department of Natural Resources kündigte am 11. April 2013 an, dass Omak für 15 Jahre erneut den Titel Tree City für „die Erhaltung gesunder und dynamischer städtischer Wälder“ bekam. Die Stadt Omak bezeichnet sich selbst als „Heart of the Okanogan“ – bezogen auf ihre hohe ökonomische Bedeutung im County. Das Okanogan County Tourism Council benutzt dieselbe Bezeichnung für die Region Greater Omak. Die offizielle Bezeichnung lautet City of Omak; die Einwohner sind als Omakianer bekannt.

### Tourismus

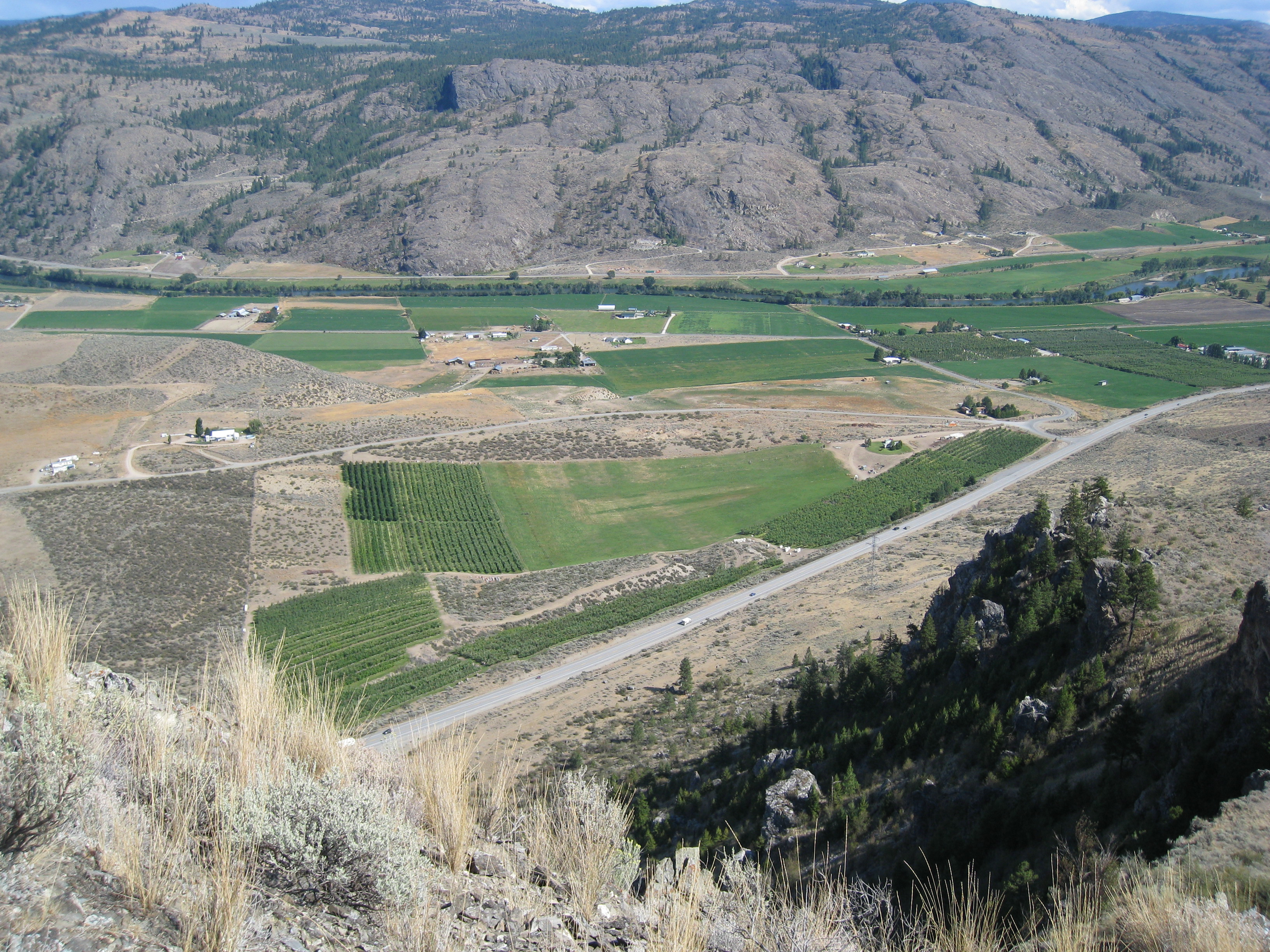
Landwirtschaftsflächen und Berge in Omak

Das Omak Stampede, welches das Suicide Race veranstaltet, war seit 1933 in einer örtlichen Rodeo-Liegenschaft beheimatet, der Stampede Arena, welche 2009 renoviert wurde. Das Omak Stampede findet jährlich am zweiten August-Wochenende statt. Während der Veranstaltung hat Omak eine geschätzte Bevölkerung von 30.000 Menschen. Als Teil des Suicide Race stürmen Pferde und Reiter den Suicide Hill zum Okanogan River hinab – einen fast 70 m (225 ft) langen 62-Grad-Abhang. Die Pferde müssen eine veterinärmedizinische Untersuchung, um ihre physische Gesundheit sicherzustellen, sowie einen Schwimmtest absolvieren, um sicherzustellen, dass sie den Fluss überqueren können. Derart soll ihre Fähigkeit nachgewiesen werden, das Rennen und die Flussüberquerung zu überstehen. Verschiedene Tierschutzorganisationen wie die Progressive Animal Welfare Society (PAWS), In Defense of Animals und die Humane Society of the United States (HSUS), haben Zweifel am Wohlergehen der Tiere geäußert und dieses spezielle Ereignis in Frage gestellt.
Weitere bemerkenswerte Ereignisse sind das Omak Film Festival, das eine Auswahl von Filmen am Wenatchee Valley College und am Omak Theater zeigt, die Okanogan County Fair, ein Jahrmarkt auf den County Fairgrounds, und die Omak Western and Native Art Show, ein Jahrmarkt der amerikanischen Ureinwohner. Im Bestreben, den Tourismus zu stärken, bietet die City of Omak eine Main Street Historical Tour im Innenstadtbereich an. Ein innerorts gelegener Erholungskomplex verfügt über eine Fläche mit indianischen Holzfiguren. Zwei Kinos, das Omak Theater, erbaut 1928, mit einem Saal und das Mirage Theater, erbaut 2004, mit drei Sälen, sind in der Stadt zu finden. Ein Autokino mit 250 Stellplätzen wurde 1948 geplant, jedoch nie gebaut.
Das Omak Visitor Information Center – das wohl „beste kleine Informationszentrum im Westen“ – bietet historische Bilder und einen Souvenirladen, in dem Broschüren über das Okanogan County und die umliegenden Regionen verfügbar sind. Das Okanogan County Historical Museum beinhaltet eine historische Feuerwache, ein Forschungszentrum, eine genealogische Abteilung und eine Ausstellung historischer Fotografien der Region. Das Omak Performing Arts Center – ein Objekt mit 500 Sitzplätzen, in dem Ausstellungen, Vorführungen und Festakte ausgeführt werden – wurde 1989 vom Omak School District erbaut. Es gibt ein 5.400 m² großes Casino, das von den Confederated Tribes of the Colville Reservation seit 2008 betrieben wird. Das Casino bietet neben 400 Spielautomaten ein Kongresszentrum und eine Spielhalle an. Das Okanogan Bingo Casino, nahebei an der U.S. Route 97 gelegen, versorgt gleichfalls vorrangig Omak und besteht aus etwa 360 Spielautomaten.

### Freizeit

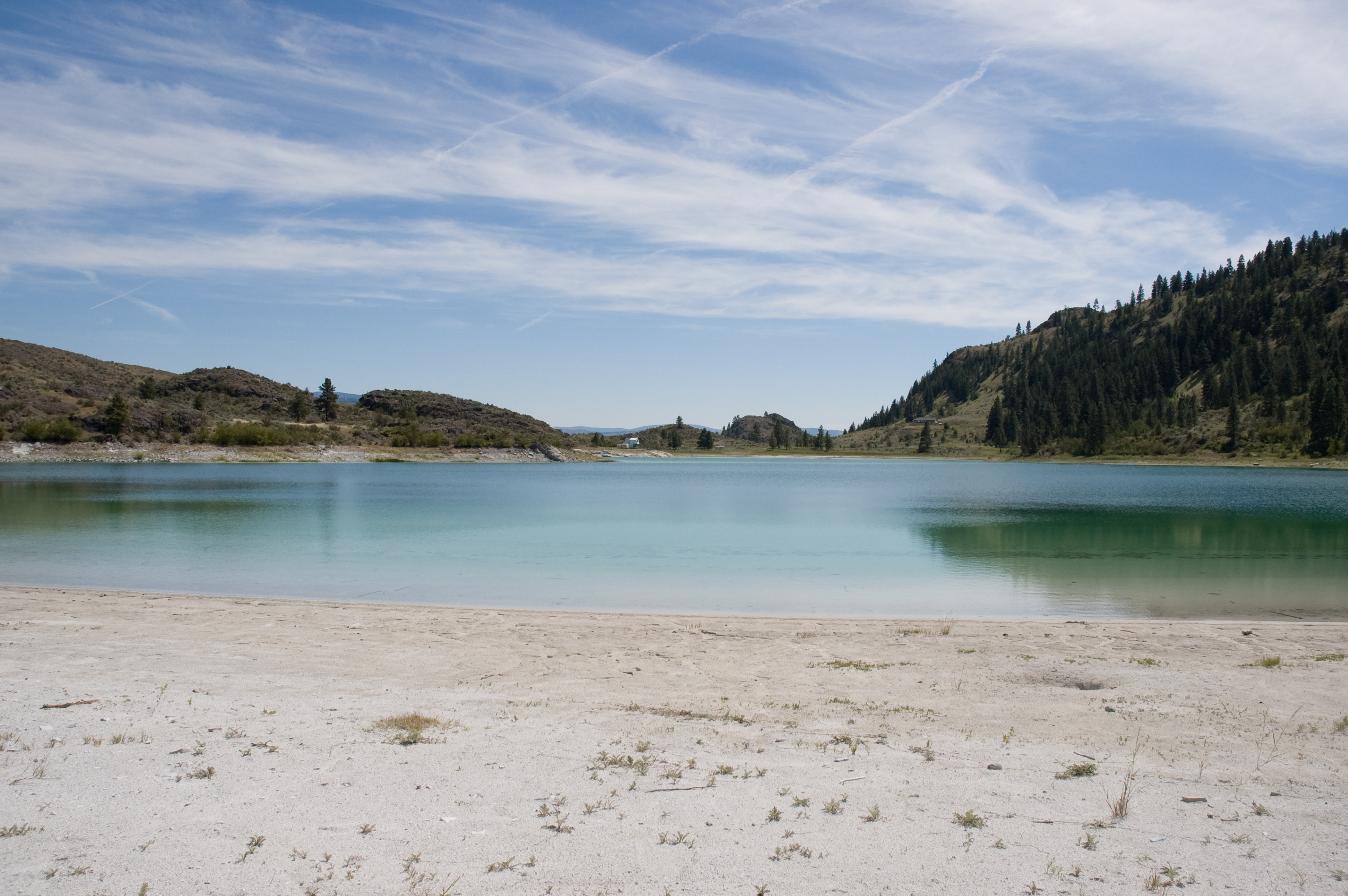
Ein öffentlicher Strand am Omak Lake

Das milde Klima der Gegend und die Nähe zu Seen, Flüssen und Bergen machen Omak zu einem Freizeit- und Erholungsziel für Outdoor-Aktivitäten. Die Stadt unterhält acht allgemeine Freizeit-Komplexe, von denen der 31 ha große Eastside Park mit Skating-Bahn, Dorfteich, sieben Baseballfeldern, vier Fußballplätzen und Tennisplätzen der größte ist. Der Civic League Park ist der älteste, der Dalton Klessig Park der jüngste der Gemeinde. Der Omak City Park Board wurde zur Bewahrung dieser öffentlichen Räume gegründet. Omak hat verschiedene Strände an den nördlichen und südlichen Ufern des Omak Lake in der Colville Indian Reservation, die über 40 ha Sandflächen umfassen. Am Omak Lake kann geangelt werden, auch Bootfahren ist möglich, und der Fry Lake, der Duck Lake (nahe dem örtlichen Flugplatz), der Conconully Lake, der Crawfish Lake und der Okanogan River bieten vielen Arten Lebensraum. Die Valley Lanes Bowlingbahn steht für die Öffentlichkeit zur Verfügung; auf ihr wurden bereits Wettbewerbe im Maßstab des Bundesstaates ausgetragen. Der Okanogan Valley Golf Club – ein ländlicher Sportclub mit 305- und 260-m-Golfplätzen – ist gleichfalls in Omak zu Hause.

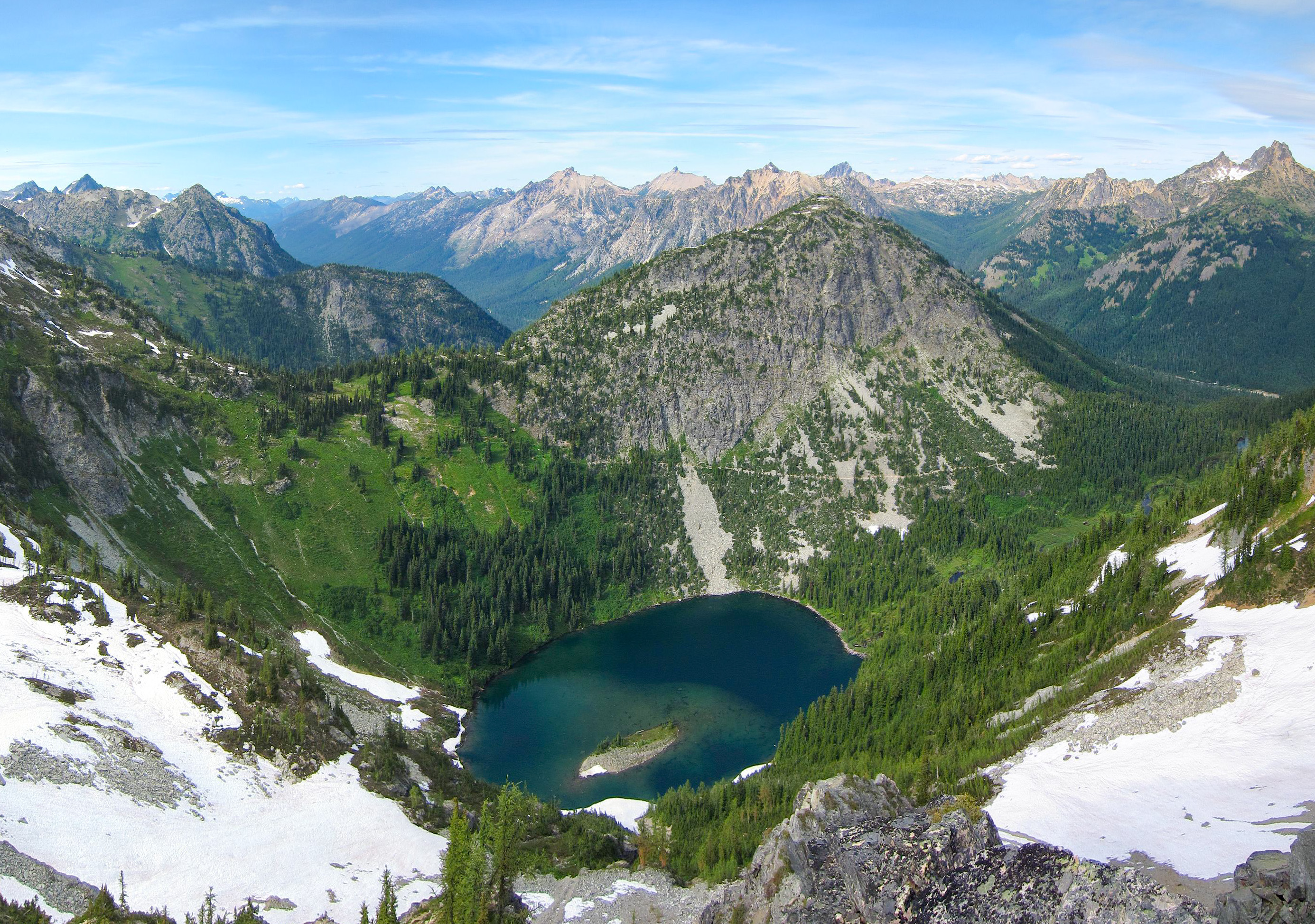
Der Okanogan National Forest bietet den Einwohnern Wanderwege vor der Haustür.

Der Okanogan National Forest, der größte National Forest an der Westküste der Vereinigten Staaten, bietet den Einwohnern Spazier-, Wander- und Fahrradwege sowie Skigebiete vor der Haustür. Er wurde 2005 von etwa 397.000 Gästen besucht, von denen die meisten mehr als 80 km anreisten. Mehrere allgemein übliche Freizeitaktivitäten wie Jagd und Klettern sind in der Umgebung möglich. Es gibt mehrere Wanderwege in den nahegelegenen Hügeln, wozu der Omak Mountain mit seinem Aussichtsturm, und der Moses Mountain gehören. Der Granite Mountain Trail verläuft etwa 53 km von der Stadt entfernt durch die Wälder. Mit dem Loup Loup Ski Bowl befindet sich etwa 40 km westlich der Stadt ein Skigebiet. zu den nahegelegenen State Parks gehören der Conconully State Park (27 km nordwestlich), der Bridgeport State Park (58 km südlich), und der Alta Lake State Park (76 km südwestlich). Vogelgucker können in der Umgebung von Omak Wachteln, Enten, Truthahngeier und Weißkopfseeadler beobachten.
Camping kann in örtlichen Wohnmobil-Stellplätzen nachgegangen werden, so im Carl Precht Memorial RV Park, im Sunset Lakes RV Park (am Duck Lake), und in Margie’s R.V. Park. Es gibt mehr als ein halbes Dutzend Campingplätze in Omaks Umgebung. Die Region Omak–Okanogan ist seit den 1970er Jahren für ihre Kletterfelsen bekannt. Die Nachbargemeinden im Okanogan County bieten Reiten und Jagd an. Angeln und Bootfahren ist über kurze Entfernungen erreichbar, am Omak Lake. Die Omak Pioneers repräsentieren den Sportverein der Omak High School mit Baseball-, Basketball-, American-Football-, Fußball-, Volleyball-, und Wrestling-Mannschaften. Es gibt nach Geschlecht und Alter getrennte Mannschaften. In der Nähe, namentlich im Loup Loup Ski Bowl, befinden sich auch Quad-Strecken.

### Medien

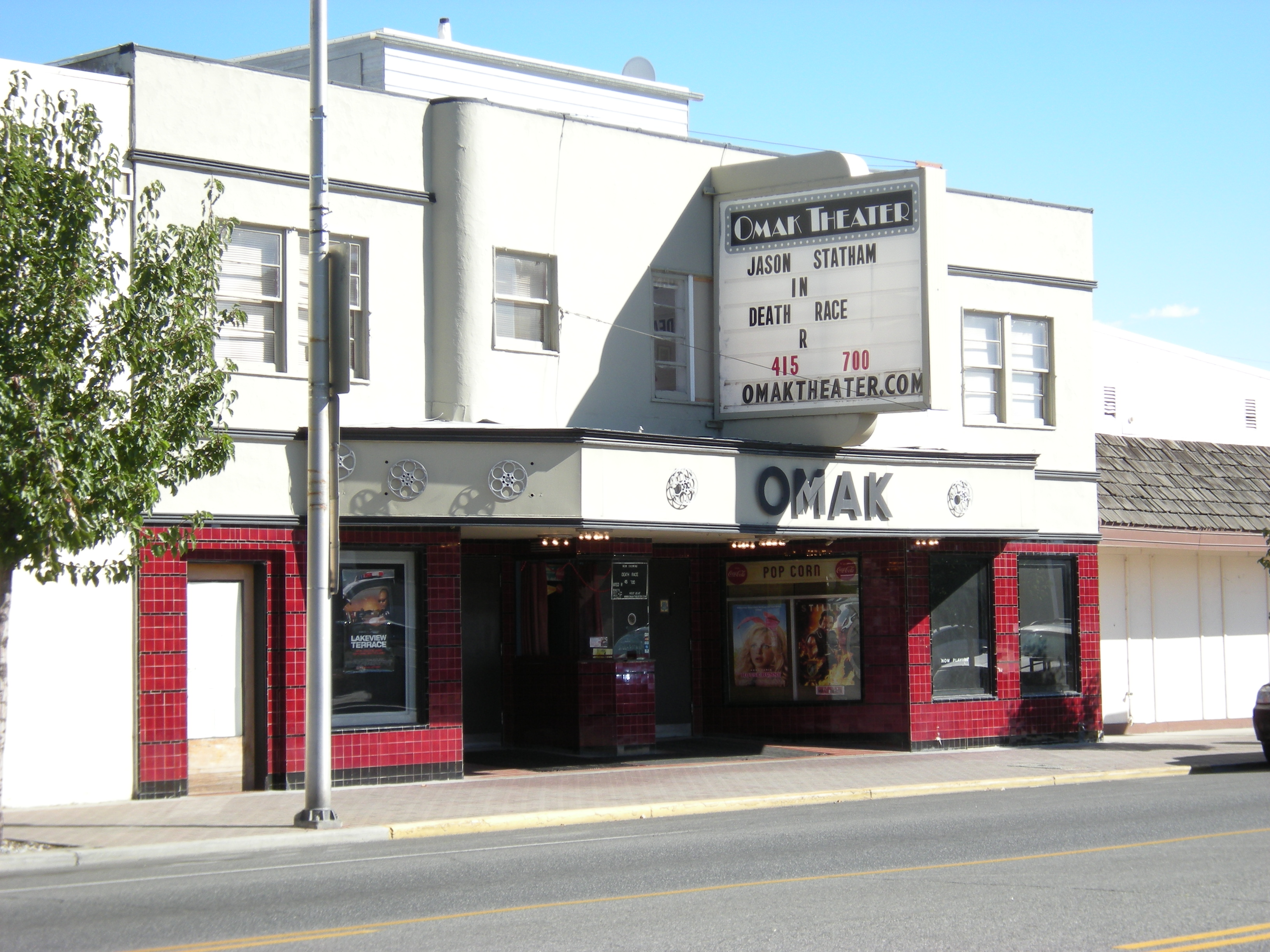
Omak Theater

C. P. Scates begründete 1910 die Tageszeitung Omak Chronicle. Drei Jahre später wurde sie in The Omak-Okanogan County Chronicle umbenannt und dehnte ihre Berichterstattung auf das gesamte County aus; sie wurde so zur führenden Tageszeitung. Im Februar 1998 wurde eine Online-Version etabliert, die im April 2013 schätzungsweise 170.000 erreichte. Seitdem expandierte die Zeitung weiter, um auch das benachbarte Ferry County zu versorgen. Die Okanogan Valley Gazette–Tribune aus Oroville und The Wenatchee World aus Wenatchee dienen in Omak als alternative Publikationen.
John P. und Becki Andrist besitzen drei lizenzierte Radiostationen in der Stadt. Unter dem Markenzeichen „Radio Okanogan“ verbreitet KOMW als Oldies-Sender und versorgt den gesamten Talgrund, während der Country-Sender KNCW (unter dem Namen „Okanogan Country Radio“) Programmteile von Citadel Media und Dial Global übernimmt. KZBE verbreitet ebenfalls Programme also von Dial Global im Adult Contemporary Format, wogegen KQWS von der Washington State University aus als Northwest Public Radio, einer Tochtergesellschaft von National Public Radio, Public Radio International und American Public Media, sendet.
Omak ist mit Fernseh- und Radioprogrammen gut versorgt, da die wichtigen nationalen Netzwerke sowie mindestens fünf weitere englischsprachige Sender verfügbar sind. Kabelnetzkunden in Omak können auch CHAN-DT (Global Television Network) aus Vancouver (British Columbia) empfangen. Das nächstgelegene größere Sendegebiet liegt in der Metropolregion Seattle. Das Omak–Okanogan-Sendegebiet schließt mehrere Fernsehsender ein, die in der Stadt empfangen werden können. K17EV-D (Kanal 17) – eine Umsetz-Station von KSPS-TV – wird als Public Broadcasting Service (PBS) ausgestrahlt, wogegen K07DG (Kanal 7) KREM (TV), eine CBS-Tochter, in der Gemeinde wiedergibt. Eine ABC-Tochter, KXLY-TV wird in Omak als K09DG ausgestrahlt. K11DM (Kanal 11) ist ein von der NBC-Tochter KHQ-TV umgesetztes Programm, Kommunale Fernsehsender, K19AU-D und der Fox-Umsetzer KAYU-TV (K31AH-D) werden von Mountain Licenses von Omak aus, zusätzlich zur zum Three Angels Broadcasting Network gehörenden Station K26GV-D betrieben. Das Riverside-Sendegebiet liegt nahebei und umfasst drei lizenzierte Fernseh-Stationen, die empfangen werden können. Dazu gehören K08CY, K10DM, und K12CV.

## Politik und Exekutive

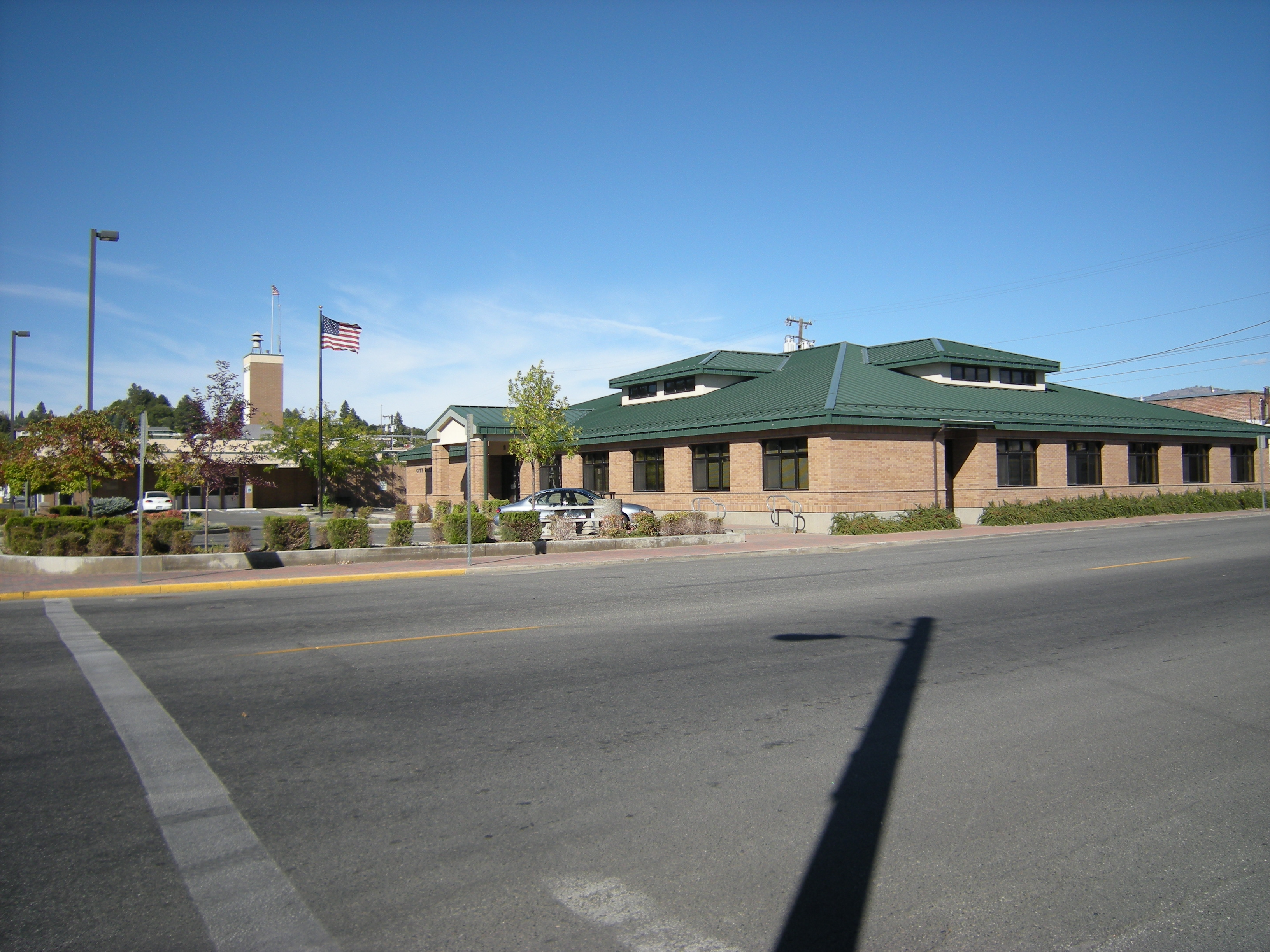
Rathaus von Omak

Omaks Exekutive (Mayor-Council Government) umfasst einen Bürgermeister – der gleichzeitig den separaten Wirtschaftsentwicklungs-Bezirk „nördliches zentrales Washington“ repräsentiert – und einen siebenköpfigen Stadtrat. Diese Positionen, festgeschrieben im Omak City Code, werden in einer nach einem Blockvotum organisierten aller zwei Jahre stattfindenden Wahl besetzt, die keiner Unterteilung in Wahlbezirke unterliegt. Wie in den meisten Gebieten der USA werden Gesetze und Exekutive durch eine Serie von Wahlinitiativen getrieben, während die Bürger Gesetzen zustimmen oder diese Zustimmung verweigern können. Es gibt ebenso Referenda der Bürger, die bereits beschlossene Gesetze kassieren, und Vorschläge der Verwaltung über Gesetze und Steuererhöhungen, die direkt an die Bürger gerichtet sind. Föderalistisch gehört Omak zum 4. Wahlbezirk des US-Repräsentantenhauses und wird vom Republikaner Dan Newhouse repräsentiert, der am 3. Januar 2015 vereidigt wurde. Die heutige Bürgermeisterin Cindy Gagne wurde erstmals 2000 als Stadtratsmitglied gewählt und im Mai 2009 berufen.
Der Bundesstaat Washington unterhält ein Büro für Öffentliche Verwaltung in Omak, um Zugang zu den sozialen und Gesundheits-Leistungen des Washington State Department of Social and Health Services zu gewährleisten. Omak wir als Code City geführt (s. o.), was auf Vorschläge zur Unterstützung der lokalen Regierung zurückgeht, die mit höherer Autorität als in ihrem vormaligen Second-Class-City-Status ausgestattet werden sollte. Mit einer funktionierenden Abteilung für fließenden und ruhenden Verkehr sowie Ordnungswidrigkeiten unterhält die Stadt Dienste für Abwasserentsorgung, Wasserversorgung, örtliche Straßen und Gehwege, Straßenbeleuchtung, Tierschutz (Animal Control), Bauaufsicht, Parks und Erholung. Sie unterstützt auch eine Freiwillige Feuerwehr, die Omak und die umliegenden Gemeinden betreut. Die Feuerwehr von Omak hatte 2012 312 Einsätze, von denen 80 Feueralarme, 105 medizinische Notfälle, sechs Katastrophen-Situationen, 26 Hilfsleistungen und drei wegen extremer Hitze waren.
Omak wird außerdem von einer achtköpfigen Plankommission – Teil des Omak City Council – verwaltet, die auch den Greater Omak Comprehensive Plan umsetzt, der im April 2004 angenommen wurde und Verbesserungsvorschläge für die Stadt und die umliegenden Gemeinden enthält. Der fünfköpfige Bibliotheksausschuss und der Ausschuss für öffentliches Grün sind gleichfalls Abteilungen des Omak City Council, deren öffentliche Sitzungen in der Omak Public Library abgehalten werden. Während vierjähriger Amtszeiten betreut die Civil Service Commission den öffentlichen Dienst von Omak. Die Einnahmen der Stadt betrugen 2012/2013 1.170.828 US-Dollar, von denen 1.207.026 US-Dollar ausgegeben wurden. Kurz nach der Eingliederung 1911 versuchte Omak erfolglos, administratives Zentrum des Okanogan County zu werden, nachdem Conconully diesen Status verloren hatte. In Zeiten der Abstinenzbewegung, noch vor der Prohibitions-Ära, befürworteten die Einwohner von Omak den Bann gegen Alkohol in Washington, wogegen die Bewohner von Okanogan opponierten. Die United States Army unterhält zwei Rekrutierungszentren in Omak, wogegen die Omak Military Band, eine historische Militärkapelle, um 1910 in Omak wirkte.
Das Omak Police Department besteht aus fünf Beamten, die die Stadt und die umliegenden Gemeinden betreuen; 2010 wurden mehr als 180 Straftaten registriert. Die Kriminalitätsrate der Stadt war 2010 mit 154 je 100.000 Einwohner um 28 % höher als der Durchschnitt des Bundesstaates und ein Prozent höher als der Bundesdurchschnitt. Nach der Polizeilichen Kriminalstatistik des FBI von 2011 gab es 19 Gewaltverbrechen und 166 Eigentumsdelikte. Die Gewaltverbrechen bestanden aus einem bewaffneten Raub, drei Rauben und 15 schweren Körperverletzungen, während die Eigentumsdelikte aus 32 Einbruchdiebstählen, 104 Diebstählen, acht Auto-Diebstählen und einer Brandstiftung bestanden. Das FBI führt für Omak 4.921 Einwohner im Einzugsbereich des Omak Police Department. Die höchste Kriminalitätsrate der Stadt wurde 2004 mit 413 Straftaten je 100.000 Einwohner registriert. Bis 2013, als ein Mord und ein Autodiebstahl stattfanden, gab es in zehn aufeinanderfolgenden Jahren kein Tötungsverbrechen. Die Kriminalität in Omak ist in der vergangenen Dekade gesunken. Vor Legalisierung des Marihuana in Washington wurden die Nutzer aufgrund von Vergehen gegen Gesetze des Bundesstaates inhaftiert. Hersteller, Drogenbosse und internationale Schmuggler, die im Gebiet Omak ansässig sind, sind immer noch in Haft.

## Bildung

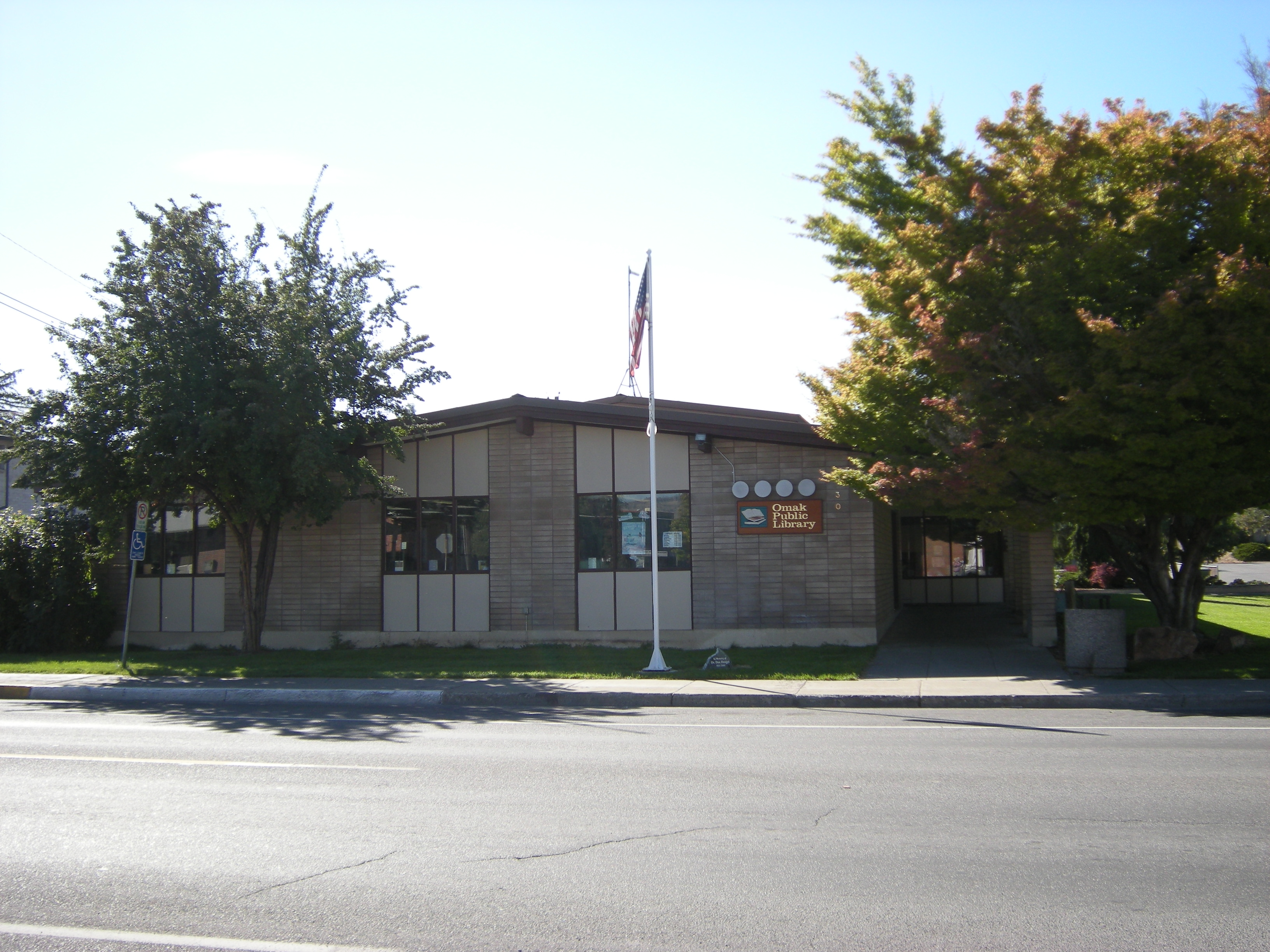
Die Omak Public Library ist eine Zweigstelle der North Central Regional Library (NCRL).

Der Census 2010 schätzte, dass 1.057 Einwohner von Omak ein College abgeschlossen hatten, während 504 Einwohner einen akademischen Grad erlangten; das sind fünf Prozent mehr als im Durchschnitt des Bundesstaates. Etwa 91,5 % absolvierten eine Highschool oder eine höhere Institution – zwei Prozent mehr als im Schnitt des Bundesstaates. Omaks Schulen werden vom größten Schulbezirk des Countys verwaltet, dem Omak School District, welcher zwei allgemeine Highschools, eine allgemeine Mittelschule, zwei allgemeine Grundschulen und drei virtuelle Schulen betreibt. Die Omak High School, erbaut 1919, besuchten im Jahr 2010/11 435 Schüler, während die Omak Alternative High School 48 Schüler hatte. Im Vergleich der gesamten Gemeinde mit 2.540 Frauen und 2.305 Männern, hatte die Omak Alternative High School 28 Männer und 20 Frauen. Die Omak Middle School mit 339 Kindern hatte 171 Jungen und 169 Mädchen im Schuljahr 2010/11. Die Grundschulen der Stadt sind die East Omak Elementary School und die North Omak Elementary School, die 2010/11 zusammen von 748 Kindern besucht wurden.

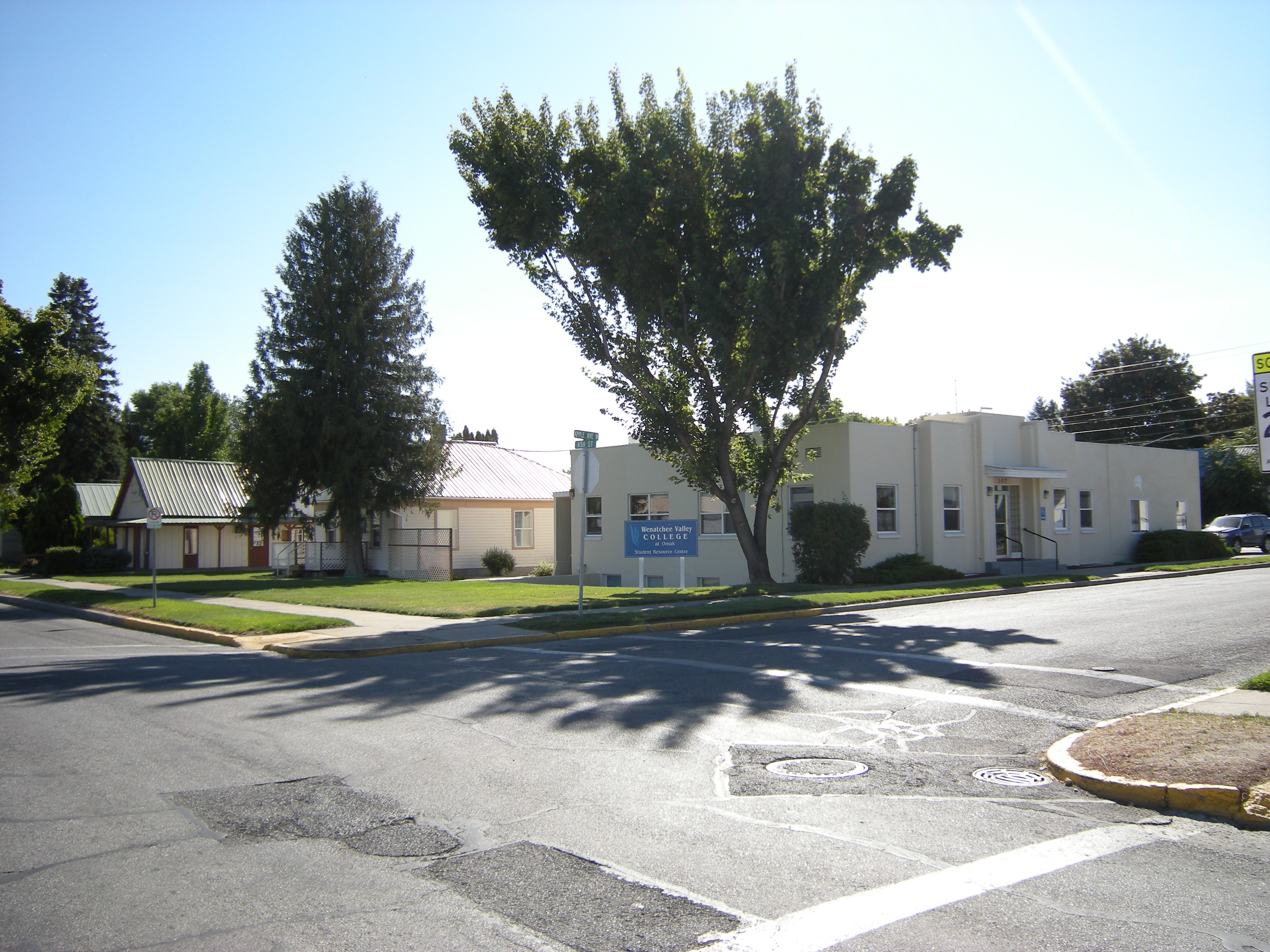
Das Wenatchee Valley College betreibt in Omak einen Campus.

Im Februar 2010 war Omak die dritte Siedlung in Washington mit einer virtuellen Schule. Während des Schuljahres 2010/11 wurden die Washington Virtual Academy Omak Elementary, die Washington Virtual Academy Omak Middle School, und die Washington Virtual Academy Omak High School von zusammen 969 Schülern besucht. Die private Omak Adventist Christian School, die nicht zum Schulbezirk Omak gehört, hatte 2011 16 Schüler. Sie gehört zur nahegelegenen General Conference of the Seventh-day Adventist Church. Die Veritas Classical Christian School agierte gleichfalls in der Region Omak.
Die Omak Public Library, betrieben von der North Central Regional Library (NCRL), einer Einrichtung mehrerer Countys im nördlichen zentralen Washington, wurde 1956 nach Verfügung durch ein Bundesstaats-Gesetz durch die City of Omak gegründet. Die Bibliothek ist täglich (außer sonntags im Sommer) geöffnet. Das kommunale Wenatchee Valley College betreibt einen Campus in Omak, dessen Studentenzahlen von 2009/10 bis 2010/11 um 19 Prozent stiegen. Etwa 150 km (95 mi) vom Hauptcampus in Wenatchee entfernt wurde er in den 1970er Jahren gegründet und bietet Erwachsenenbildung sowie einen Associate Degree als universitären Abschlussgrad nach zwei Jahren an. Mit Hauptsitz in Toppenish, fast 350 km (215 mi) entfernt, unterhält die Heritage University einen mit dem des Wenatchee Valley College verbundenen Campus und bietet Abschlüsse in verschiedenen akademischen Fächern an.

## Infrastruktur

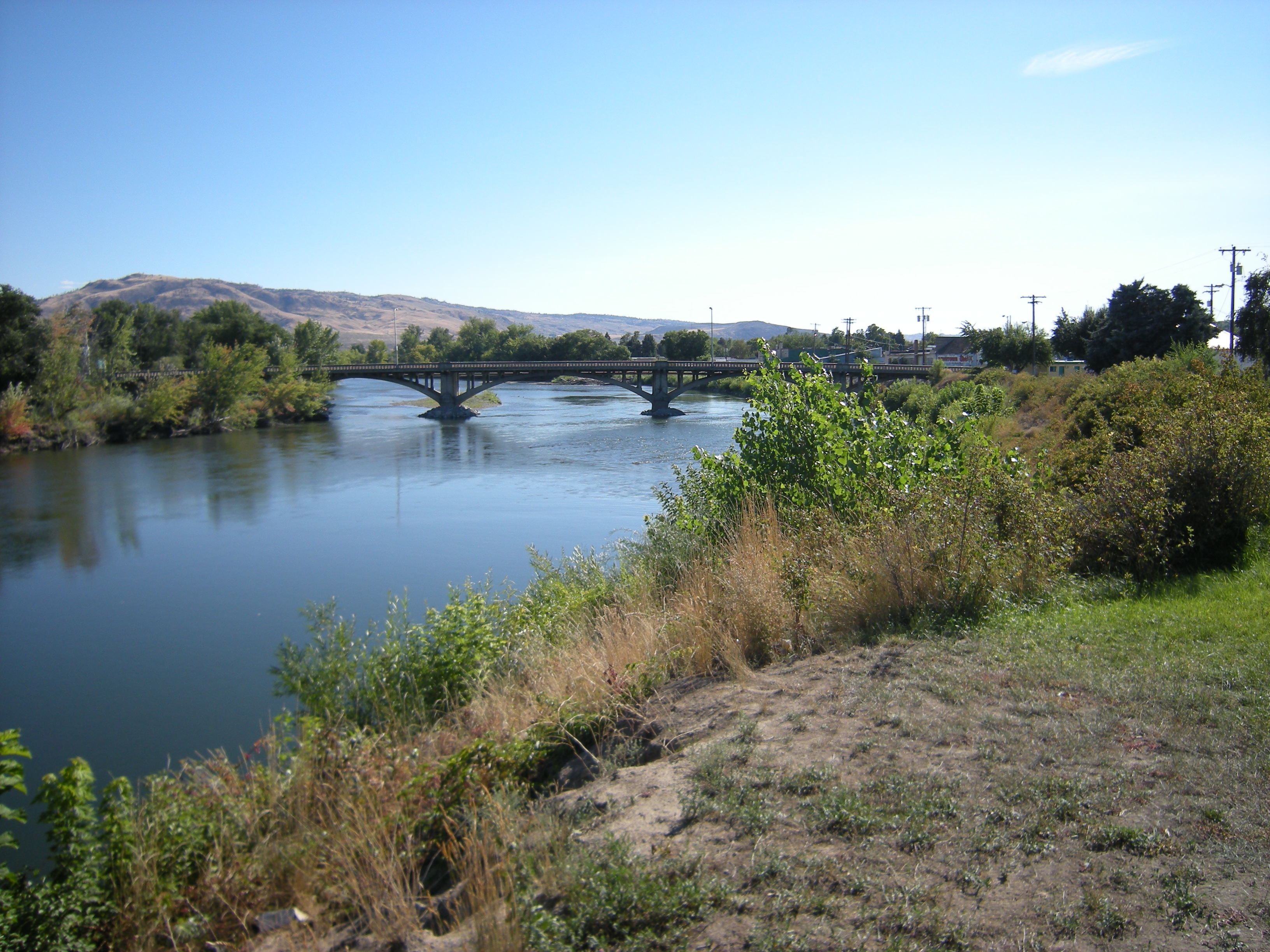
Die Washington State Route 215 als Omak Avenue

Der Census 2010 schätzte, dass 89,3 Prozent der Einwohner mit dem Auto zur Arbeit pendelten; im Durchschnitt des Bundesstaates sind es lediglich 72,4 Prozent. 4 Prozent der Einwohner bildeten Fahrgemeinschaften, weniger als im Schitt von Washington. 3,8 Prozent liefen, was dem Schnitt entspricht. Der Median des Aufwands für den Arbeitsweg betrug 11,5 Minuten, weniger als im Durchschnitt des Bundesstaates mit 25,5 Minuten. In den späten 1960er Jahren wurde die U.S. Route 97 nach Osten verlegt und die Innenstadt von Omak so umgangen. Große Schilder an der 97 weisen auf Omaks zentrales Geschäftsviertel hin.
Die Washington State Route 215 verläuft von Nord nach Süd durch Omak und bindet die Stadt Okanogan etwa 6,5 km südlich an. Die U.S. Route 97 und die Washington State Route 20 verlaufen gleichfalls in Nord-Süd-Richtung durch Omak. Sie verbinden die Gemeinde mit Okanogan (8 km südlich) und Brewster (51 km südlich). Nespelem (56 km südöstlich) ist über die von Ost nach West verlaufende Washington State Route 155 angebunden, bevor diese zur Durchgangsstraße wird und westlich entlang der Omak Avenue verläuft um in die State Route 215 zu münden. Die Wohngebiete sind vom Industriegebiet und den Highways durch sogenannte Backroads, oft durch Kies befestigte ländliche Straßen zweiter Ordnung, getrennt. Omaks zentrales Geschäftsviertel ist durch mehrere Durchgangswege entlang der kommunalen Straßen an die Highways angebunden, so der Riverside Drive, die Main Street und der Okoma Drive.

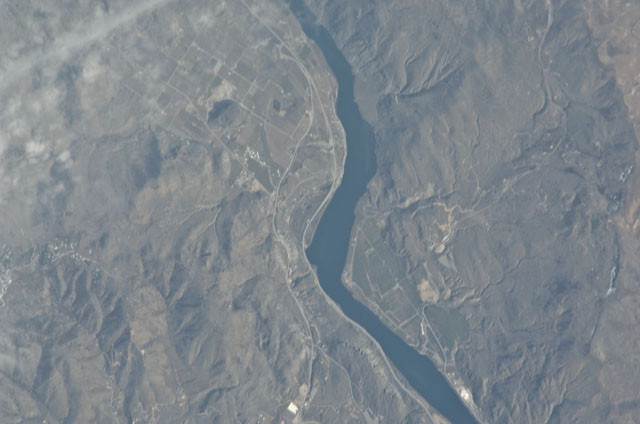
Satellitenbild von Omak und dem Okanogan County

In Omak gibt es Eisenbahn-, Flug- und Busverbindungen für den regionalen und innerstaatlichen Verkehr. Linien der Cascade and Columbia River Railroad erreichen Omak von Oroville im Norden und Wenatchee im Süden. Die Linie ist an die BNSF Railway im Gebiet Wenatchee angebunden. Die City of Omak betreibt den Omak Airport für die Allgemeine Luftfahrt. Die befestigte Landebahn ist die drittlängste im zentralen Washington. Der Flugplatz bietet täglich (außer samstags und sonntags) drei Charterflüge an. Der Wings for Christ Airport und der EMS Heliport des Mid-Valley Hospital sind private Flugplätze. Die nächstgelegenen Zivilflughäfen befinden sich in Penticton (British Columbia) und East Wenatchee. Die Okanogan County Transportation & Nutrition bietet Buslinien in der Stadt an, und die bundesweit agierenden Gesellschaften Amtrak und Greyhound Lines unterhalten Bushaltestellen in der Stadt.
Das Mid-Valley Hospital mit 30 Betten bietet medizinische Leistungen an, einschließlich eines 24-Stunden-Notdienstes, einer Ambulanz, einer Altenpflege, einem Geburtszentrum und einem Trauma-Zentrum. Die Einrichtung beschäftigt 10 Ärzte und Zahnärzte, 20 Krankenschwestern (registered nurses) und zwei lizenzierte Pflegekräfte (practical nurses). Im Juli 2000 gegründet arbeitet das Okanogan Behavioral Healthcare als alternative medizinische Einrichtung. Mehrere Pflegeeinrichtungen wie das Rosegarden Care Center, New LifeStyles und The Source for Seniors werden in Omak betrieben. Das städtische Krankenhaus wurde 1996 für 4,8 Mio. US$ aus kommunalen Mitteln erbaut. Die City of Omak beobachtet den Trinkwasserverbrauch der Einwohner und bietet seit 1984 Straßenentwässerung und Müllentsorgung an. Einwohner unter 60 Jahren zahlen eine zehnprozentige Verbrauchs-Steuer auf alle Einkäufe. Elektrizität wird vom Okanogan County Public Utility District bereitgestellt und Erdgas von Amerigas, einer Tochter der UGI Corporation. Weitere Firmen, die Omak versorgen, sind AT&T (Telekommunikation) und Comcast (Telekommunikation, Internet und Kabelfernsehen).

## Persönlichkeiten

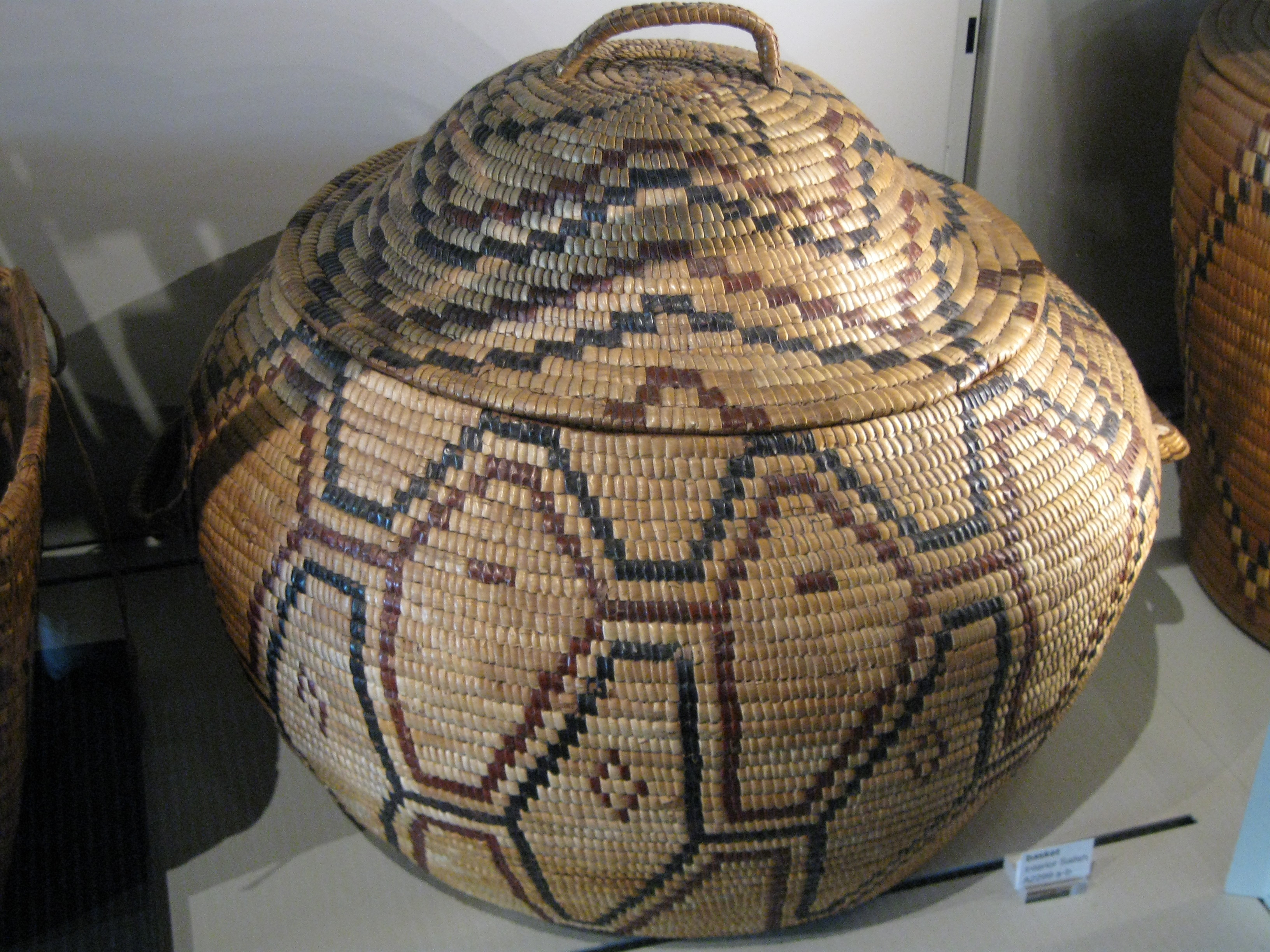
Ein Korb der Binnen-Salish mit Mustern, die auch Joe Feddersen in seinen Arbeiten kreiert.

Joe Feddersenwurde als Sohn eines Deutschamerikaners und einer Okanagan–Sinixt 1953 in Omak geboren. Feddersen wurde später aktives Mitglied der Colville Indian Reservation und arbeitet vorwiegend als Bildhauer, Maler und Fotograf; er ist für seine Kunstwerke mit streng geometrischen Mustern bekannt, welche die Landschaft und seine indianische Herkunft reflektieren. Seine erste Ausstellung von Druckgrafiken fand am Wenatchee Valley College unter Leitung von Robert Graves statt. Er arbeitete als Kunstlehrer am Evergreen State College in Olympia, nachdem er seinen Bachelor of Fine Arts an der University of Washington und seinen Master of Fine Arts an der University of Wisconsin–Madison erlangt hatte. 2009 kehrte Feddersen nach Aufgabe seiner Lehrtätigkeit am Evergreen State College nach Omak zurück.
Marv Hagedornwurde 1956 in Omak geboren. Er wuchs im nördlichen Idaho auf und diente von 1973 bis 1994 in der United States Navy, während er am Pensacola Junior College und an der University of Maryland studierte. er ging anschließend in die Politik und wurde im Januar 2007 auf der Liste von Gouverneur Butch Otter in das Abgeordnetenhaus von Idaho gewählt. 2012 wurde er entlassen, und wurde zum Repräsentanten des Senats von Idaho gewählt. Abseits der Politik ist er Mitglied der Disabled American Veterans, einer vom US-Repräsentantenhaus gegründeten Organisation zur Unterstützung der versehrten Veteranen und ihrer Familien, und der North American Fishing Association. Hagedorn und seine Frau entschieden sich später für ein Leben in Meridian (Idaho), gemeinsam mit ihren Kindern.
Donald Ross („Don“) McCormackwurde 1955 in Omak geboren. Er wurde Profi-Baseball-Spieler und gab 1980 sein Debüt in der Major League als Fänger der Philadelphia Phillies, nachdem er an beim MLB Draft 1974 in der vierten Runde ausgewählt wurde. McCormack absolvierte 1980 und 1981 insgesamt fünf Spiele in der Major League und spielte neun Jahre in den Minor Leagues in den Farmteams der Detroit Tigers und der Philadelphia Tigers. McCormack managte später die Reading Fightin Phils aus Reading (Philadelphia) (Eastern League) und arbeitete kurze Zeit als Assistenztrainer (Bench Coach) der Long Island Ducks (in der unabhängigen Atlantic League of Professional Baseball), wurde dann jedoch ersetzt.
William Stephen Skylstadgeboren im März 1934 in Omak auf einer Werkbank als Sohn eines Norwegers und einer Mutter aus Minnesota, wuchs auf einer Farm nahe Skylstad in Norwegen auf, von der seine Familie später auswanderte. Als Skylstad 14 Jahre alt war, verließ er sein Zuhause, um in ein Seminar in den Vereinigten Staaten einzutreten; er wurde zum Priester am Pontifical College Josephinum in Worthington ausgebildet. Zwölf Jahre später, am 21. Mai 1960, wurde er als Pfarrer der Diözese Spokane ordiniert. Skylstad diente als römisch-katholischer Bischof und als Bishop Emeritus des Bistums Spokane; er ging am 30. Juni 2010 in Rente. Am 24. Januar 2011 wurde er zum Apostolischen Administrator des Bistums Baker in Oregon berufen, nach der Berufung von Robert F. Vasa as Koadjutor des Bistums Santa Rosa in California.

## Internationale Beziehungen
Nach dem ehemaligen Vizegouverneur von Washington ist Omak Partnerstadt von Summerland (British Columbia), eine District Municipality mit einer Einwohnerzahl von 11.280. Am Okanagan Lake im angrenzenden Regional District of Okanagan-Similkameen gelegen, wurde Summerland am 21. Dezember 1906 als Gebietskörperschaft anerkannt, und liegt etwa 155 km (96 mi) nördlich von Omak. Wie Omak eine agrarische Gemeinde, bietet Summerland viele Spazier-, Wander- und Radwege.